# Emirates (hãng hàng không)
Emirates (tiếng Ả Rập: طَيَران الإمارات DMG: Ṭayarān Al-Imārāt) là một trong hai hãng hàng không quốc gia của Các Tiểu vương quốc Ả Rập Thống nhất (Hãng còn lại là Etihad Airways) có trụ sở tại Garhoud, Dubai, Các Tiểu vương quốc Ả Rập Thống nhất. Hãng này là một công ty con của Tập đoàn Emirates thuộc sở hữu của Tập đoàn Đầu tư Dubai thuộc chính phủ Dubai. Đây là hãng hàng không lớn nhất ở Trung Đông khai thác hơn 3.600 chuyến bay mỗi tuần từ Sân bay quốc tế Dubai đến hơn 150 thành phố ở 80 quốc gia trên sáu lục địa. Hoạt động vận chuyển hàng hóa được thực hiện bởi Emirates SkyCargo.
Emirates là hãng hàng không lớn thứ tư thế giới tính theo doanh thu hành khách trên km và lớn thứ hai về vận tải hàng hóa (tấn) trên km.
Vào giữa những năm 1980, Gulf Air bắt đầu cắt giảm các dịch vụ của mình đến Dubai. Kết quả là Emirates đã được thành lập vào tháng 3 năm 1985 với sự hậu thuẫn từ hoàng gia Dubai với Pakistan International Airlines để cho thuê hai máy bay đầu tiên của hãng hàng không. Với 10 triệu đô la vốn khởi nghiệp, hãng được yêu cầu phải hoạt động độc lập với trợ cấp của chính phủ. Pakistan International Airlines cung cấp các cơ sở đào tạo cho phi hành đoàn của Emirates tại học viện của mình. Hãng hàng không được lãnh đạo bởi Ahmed bin Saeed Al Maktoum - chủ tịch hiện tại của hãng hàng không. Trong những năm sau khi thành lập, hãng đã mở rộng cả đội bay và điểm đến của mình. Vào tháng 10 năm 2008, Emirates đã chuyển tất cả các hoạt động tại Sân bay Quốc tế Dubai sang Nhà ga số 3.
Emirates vận hành một đội máy bay hỗn hợp gồm máy bay thân rộng Airbus và Boeing và là một trong số ít các hãng hàng không khai thác một đội máy bay toàn thân (trong khi không bao gồm Emirates Executive). Tính đến  tháng 2 năm 2019, Emirates là nhà khai thác Airbus A380 lớn nhất với 115 máy bay đang hoạt động và 8 chiếc nữa theo đơn đặt hàng. Kể từ khi được giới thiệu, Airbus A380 đã trở thành một phần không thể thiếu trong đội bay của Emirates, đặc biệt là trên các tuyến đường giao thông đường dài. Emirates cũng là nhà khai thác Boeing 777 lớn nhất thế giới với 144 máy bay đang hoạt động.

## Lịch sử
Hãng hàng không này được chính quyền Dubai thành lập vào tháng 5 năm 1985. Hãng bắt đầu các chuyến bay đi Mumbai và Delhi sau đó là Karachi vào tháng chín với một chiếc Airbus A300 và một chiếc Boeing 737-300 được thuê từ Pakistan International Airlines (PIA). Tiếp đó, hai chiếc Boeing 727-200 Advanced đã được nhận từ Đội bay hoàng gia của Các tiểu vương quốc. Những chiếc máy bay này được sử dụng cho đến khi Emirates bắt đầu nhận một đội tàu bay mới chế tạo thân rộng Airbus A300-600R và A310-300. 

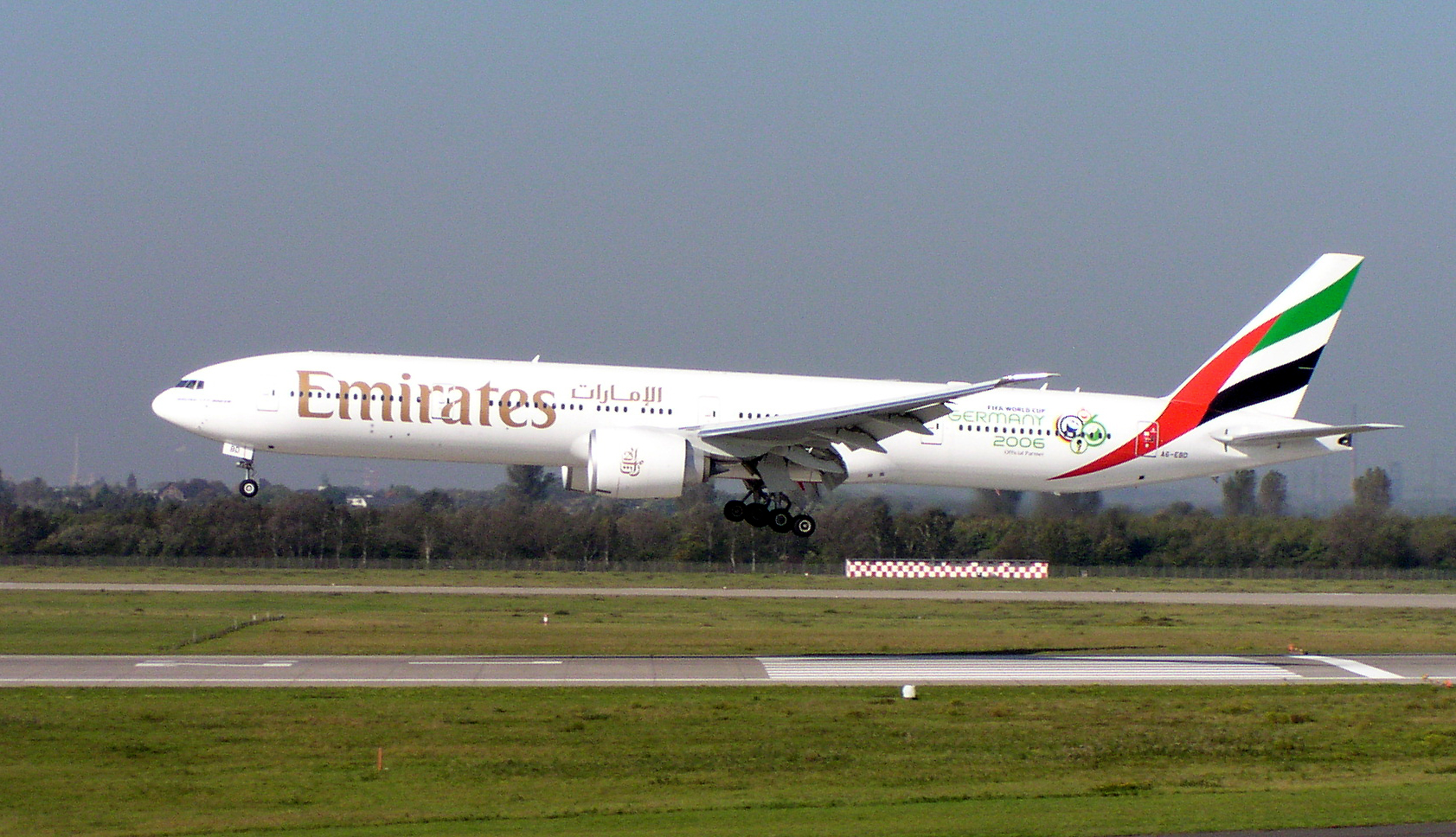
Boeing 777-300ER

Điểm đến châu Âu đầu tiên được bổ sung vào tháng 7 năm 1987 là Gatwick tại London. Các tuyến đi Viễn Đông bắt đầu tháng 6 năm 1990 đến Singapore. Emirates nắm 40% cổ phần tài chính và một hợp đồng quản lý cho hãng Air Lanka ngày 1 tháng 4 năm 1998, và sau đó hãng này đã đổi tên thành Sri Lankan Airlines. Hãng Emirates là một công ty 100% vốn của chính quyền Dubai nắm giữ và đến tháng 3 năm 2007 sử sụng 18.579 nhân công.

## Quản lý doanh nghiệp

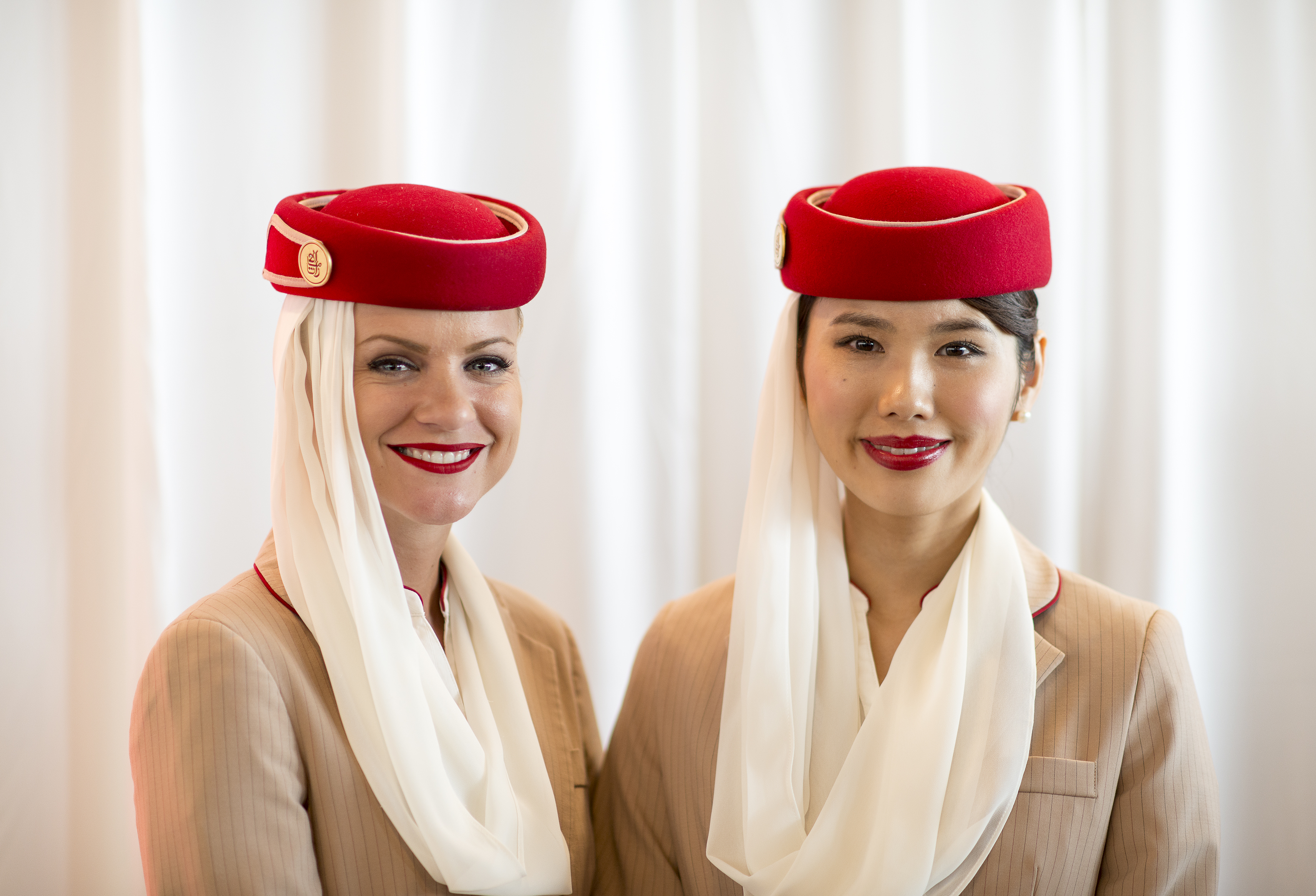
Hai tiếp viên của Emirates.

Hãng hàng không này là một công ty con của Tập đoàn Emirates và cũng là một công ty con của Tập đoàn Đầu tư Dubai thuộc chính phủ Dubai. Hãng hàng không đã ghi nhận lợi nhuận hàng năm, ngoại trừ năm thứ hai và mức tăng trưởng chưa bao giờ giảm xuống dưới 20% một năm. Trong 11 năm đầu tiên, lợi nhuận tăng gấp đôi cứ sau 3,5 năm hoặc 4 năm kể từ đó.
Năm 2015 Emirates đã trả cổ tức trị giá 2,6 tỷ AED (708 triệu đô la Mỹ), so với 1 tỷ AED (272 triệu đô la Mỹ) trong năm 2014. Chính phủ đã nhận được 14,6 tỷ Dhs từ Emirates kể từ khi cổ tức bắt đầu được trả vào năm 1999 vì đã cung cấp vốn khởi nghiệp ban đầu là 10 triệu đô la Mỹ và khoản đầu tư bổ sung khoảng 80 triệu đô la Mỹ vào thời điểm thành lập hãng hàng không. Chính phủ Dubai là chủ sở hữu duy nhất của công ty. Tuy nhiên, chính phủ không đặt bất kỳ khoản tiền mới nào vào đó và cũng không can thiệp vào việc điều hành hãng hàng không.

### Cơ cấu và việc làm
Emirates đã đa dạng hóa vào các ngành và lĩnh vực liên quan, bao gồm dịch vụ sân bay, kỹ thuật, phục vụ và hoạt động điều hành tour du lịch. Emirates có bảy công ty con và công ty mẹ có hơn 50. Công ty đã sử dụng tổng cộng 38.797 nhân viên vào cuối năm tài chính vào ngày 31 tháng 3 năm 2011. Công ty mẹ của nó, Tập đoàn Emirates, đã tuyển dụng tổng cộng 50.000 nhân viên, trong đó 10.785 là phi hành đoàn cabin, 2.237 là phi hành đoàn trên boong, 1.904 là kỹ sư và 9.084 người khác.
Emirates cung cấp cho nhân viên của mình những lợi ích như chương trình sức khỏe toàn diện và chế độ thai sản và nghỉ ốm có lương. Một chiến lược khác được Emirates sử dụng là sử dụng chia sẻ lợi nhuận và trả công như một phần của phương pháp tiếp cận dựa trên năng lực để quản lý hiệu suất.
Emirates vẫn không cho phép các thành viên phi hành đoàn sử dụng mặt nạ bảo vệ corona và không hủy các chuyến bay đến Trung Quốc cùng với hãng hàng không Lufthansa và Thụy Sĩ, theo thông báo vào ngày 29 tháng 1 năm 2020.

### Bảo vệ môi trường
Hãng hàng không tuyên bố có lượng khí thải thấp hơn các hãng hàng không khác do đội bay của họ có mức đốt cháy nhiên liệu trung bình dưới 4 lít cho mỗi 100 km bay. Bộ phận hàng hóa của hãng hàng không sử dụng tương tự phương thức hub-and-spoke.

### Hạm đội hiệu quả
- Emirates đã tuyên bố rằng các phiên bản A380-800 của họ sẽ tiết kiệm nhiên liệu 3,1 lít/100 km bay.[22]
- Công ty sử dụng một chương trình gọi là "Flextracks". Công nghệ được sử dụng để lập kế hoạch và tối ưu hóa hiệu quả của tuyến đường và hệ số tải. Hệ số tải trọng hành khách là 81,2% trong 6 tháng tính đến tháng 9 năm 2010.[23]
- Emirates đã đầu tư vào một chương trình gọi là "khách đến phù hợp". Điều này cho phép kiểm soát không lưu để liên kết với máy bay trên đường bay. Đầu tiên, nó xác định tốc độ và hồ sơ chuyến bay từ trên không lên đường băng, điều này cho phép tiết kiệm nhiên liệu và khí thải.[24]

### Hiệu suất tài chính và hoạt động

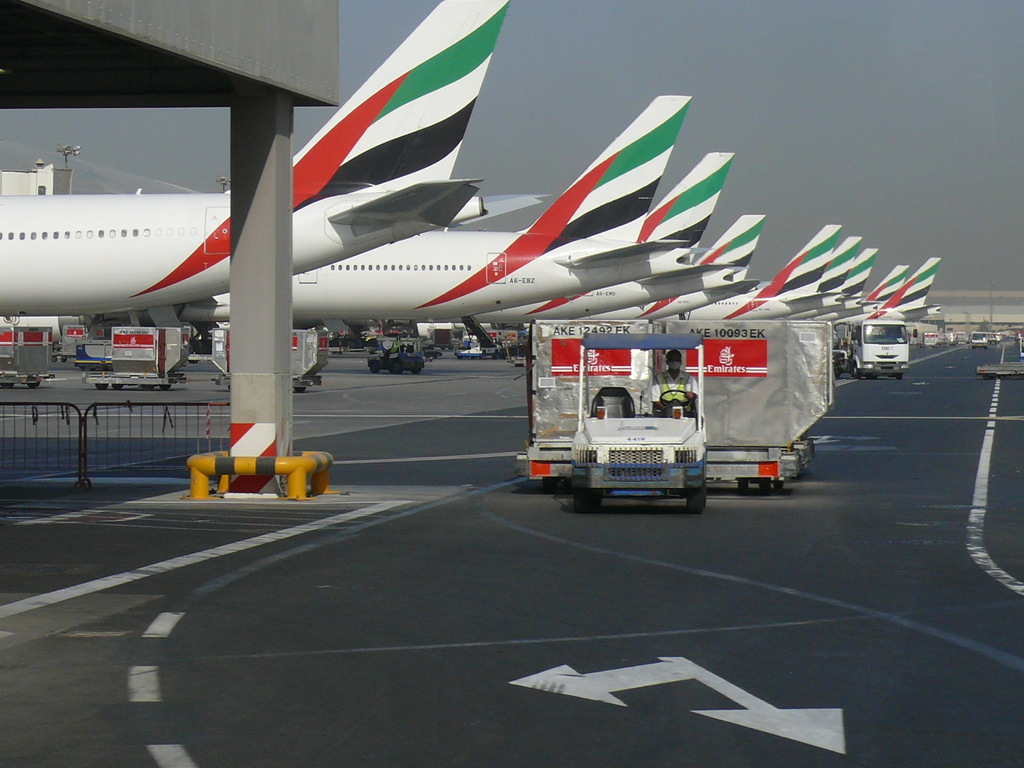
Các máy bay của Emirates tại Sân bay quốc tế Dubai

Trong năm tài chính 2014-15, Emirates đã có doanh thu khoảng 89 tỷ AED (24,2 tỷ USD), tương đương mức tăng khoảng 7,5% so với doanh thu 83 tỷ AED của năm trước. Số lượng hành khách cũng tăng từ 44,5 triệu lên 49,2 triệu so với cùng kỳ, tăng khoảng 11%. Hệ số ghế hành khách tăng 0,2% lên 79,6%. Hàng hóa vận chuyển trong năm 2014-15 cũng được cải thiện, tăng 5,6% lên 2,4 triệu tấn (2014-15: 2,25 triệu tấn). Lợi nhuận của hãng hàng không trong năm tài khóa 2014-15 tăng 38,3% lên 5,893 triệu AED (1,25 tỷ USD) nhờ giá dầu thấp hơn và đồng đô la Mỹ mạnh, mặc dù việc đóng cửa đường băng 80 ngày tại Sân bay quốc tế Dubai đã ảnh hưởng tiêu cực.
Công ty mẹ của nó đã chứng kiến lợi nhuận tăng 34% lên 1,5 tỷ đô la trong năm tính đến ngày 31 tháng 3.
Kể từ tháng 3 năm 2015, Emirates đã không sử dụng bảo hiểm rủi ro giá nhiên liệu. Nhiên liệu là 34,6% tổng chi phí và chi phí liên quan đến nhân viên là 14,3% tổng chi phí.
Hãng hàng không này là hãng hàng không lớn thứ bảy trên thế giới về lượng hành khách quốc tế mang theo, và lớn nhất trên thế giới về mặt hành khách quốc tế hàng km bay theo lịch trình. Đây cũng là hãng lớn thứ bảy về vận chuyển hàng tấn hàng km theo lịch trình (thứ sáu trong lịch trình vận chuyển hàng hóa theo km quốc tế theo lịch trình).
Thành công tài chính của Emirates được cho là do sự tăng trưởng nhanh chóng về nhu cầu du lịch hàng không ở Trung Đông, Châu Phi và Châu Á; đầu tư của hãng hàng không vào máy bay tối tân và khả năng sử dụng sân bay 24 giờ một ngày.
Hãng cũng yêu cầu nhân viên nghỉ không lương 1 tháng do dịch Covid-19 khiến nhiều chuyến bay bị hủy trên toàn thế giới. Hiện tại, Emirates đã ngừng khai thác các chuyến bay tới Iran, Bahrain và phần lớn Trung Quốc. CEO Emirates Adel al-Redha cho biết hãng đang rơi vào tình trạng thừa nguồn lực do cắt giảm tần suất bay.
| Kết thúc năm        | Hành khách (nghìn) | Hàng hóa (nghìn tấn) | Doanh số (triệu AED) | Chi phí (triệu AED) | Lợi nhuận ròng(+)/Lỗ(-) (triệu AED) |
| ------------------- | ------------------ | -------------------- | -------------------- | ------------------- | ----------------------------------- |
| 31 tháng 3 năm 1998 | 3.683,4            | 200,1                | 4.089                | 3.826,7             | (+)262,413                          |
| 31 tháng 3 năm 1999 | 4.252,7            | 214,2                | 4.442,9              | 4.130,2             | (+)312,959                          |
| 31 tháng 3 năm 2000 | 4.775,4            | 269,9                | 5.113,8              | 4.812,9             | (+)300,900                          |
| 31 tháng 3 năm 2001 | 5.719              | 335                  | 6.359                | 5.693               | (+)666                              |
| 31 tháng 3 năm 2002 | 6.765              | 401                  | 7.137                | 6.511               | (+)626                              |
| 31 tháng 3 năm 2003 | 8.503              | 525                  | 9.514                | 8.513               | (+)1.001                            |
| 31 tháng 3 năm 2004 | 10.441             | 660                  | 13.116               | 11.368              | (+)1.749                            |
| 31 tháng 3 năm 2005 | 12.529             | 838                  | 17.909               | 15.290              | (+)2.619                            |
| 31 tháng 3 năm 2006 | 14.498             | 1.019                | 22.658               | 20.006              | (+)2.652                            |
| 31 tháng 3 năm 2007 | 17.544             | 1.156                | 29.173               | 25.834              | (+)3.339                            |
| 31 tháng 3 năm 2008 | 21.229             | 1.282                | 38.810               | 34.359              | (+)4.451                            |
| 31 tháng 3 năm 2009 | 22.731             | 1.408                | 43.266               | 40.988              | (+)2.278                            |
| 31 tháng 3 năm 2010 | 27.454             | 1.580                | 43.455               | 39.890              | (+)3.565                            |
| 31 tháng 3 năm 2011 | 31.422             | 1.767                | 54.231               | 48.788              | (+)5.443                            |
| 31 tháng 3 năm 2012 | 33.981             | 1.796                | 62.287               | 60.474              | (+)1.813                            |
| 31 tháng 3 năm 2013 | 39.391             | 2.086                | 73.113               | 70.274              | (+)2.839                            |
| 31 tháng 3 năm 2014 | 44.537             | 2.250                | 82.636               | 79.382              | (+)3.254                            |
| 31 tháng 3 năm 2015 | 49.292             | 2.377                | 88.819               | 82.926              | (+)5.893                            |
| 31 tháng 3 năm 2016 | 51.853             | 2.509                | 85.044               | 76.714              | (+)8.330                            |
| 31 tháng 3 năm 2017 | 56.076             | 2.577                | 85.083               | 82.648              | (+)2.435                            |
| 31 tháng 3 năm 2018 | 58.485             | 2.623                | 92.322               | 88.236              | (+)4.086                            |
| 31 tháng 3 năm 2019 | 58.601             | 2.659                | 97.907               | 95.260              | (+)2.647                            |
| 31 tháng 3 năm 2020 | 56.162             | 2.389                | 91.972               | 85.564              | (+)6.408                            |

## Thương hiệu

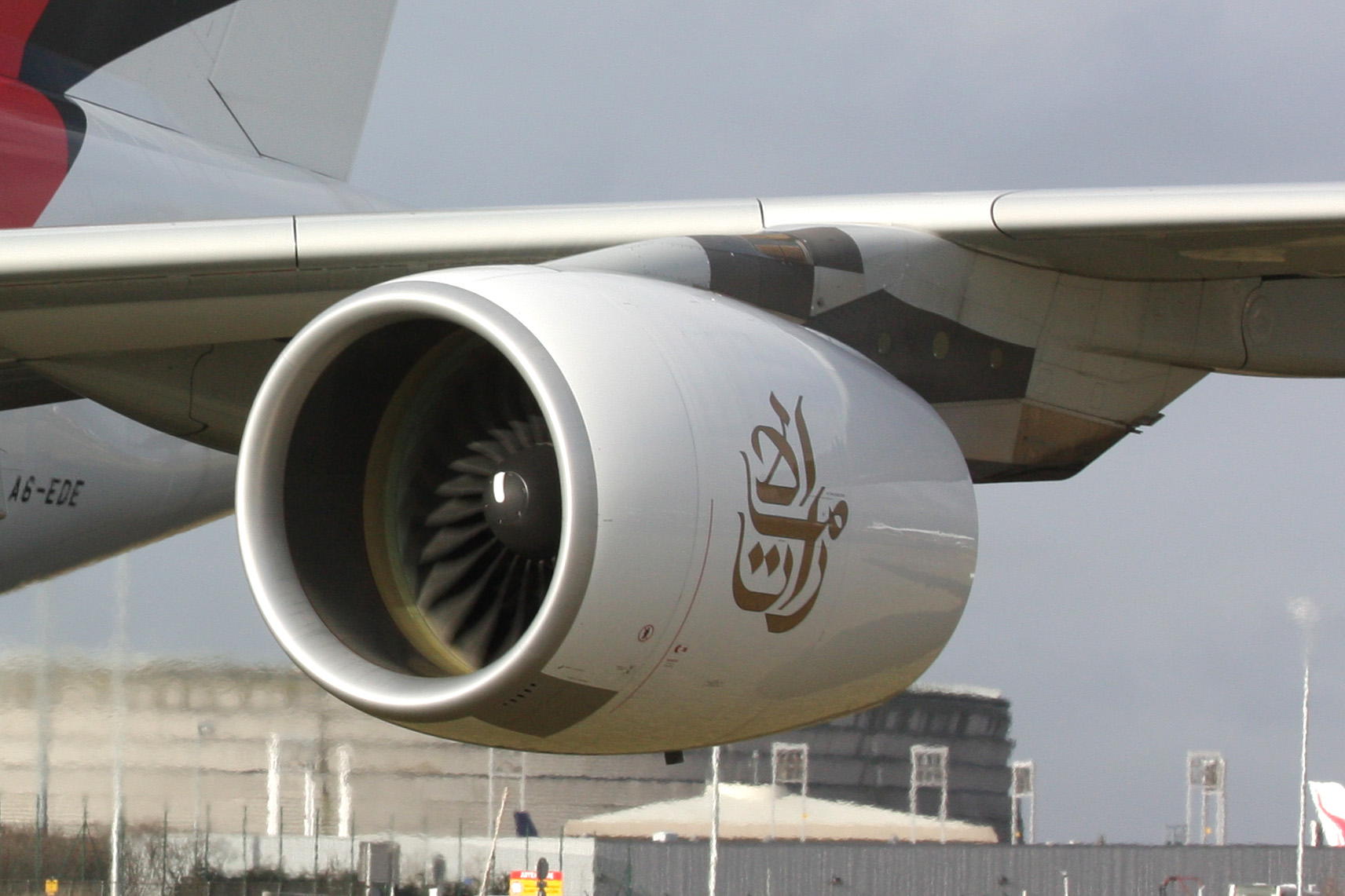
Logo của Emirates (bằng tiếng Ả Rập) được dán trên một trong số dòng máy bay Airbus A380-800.

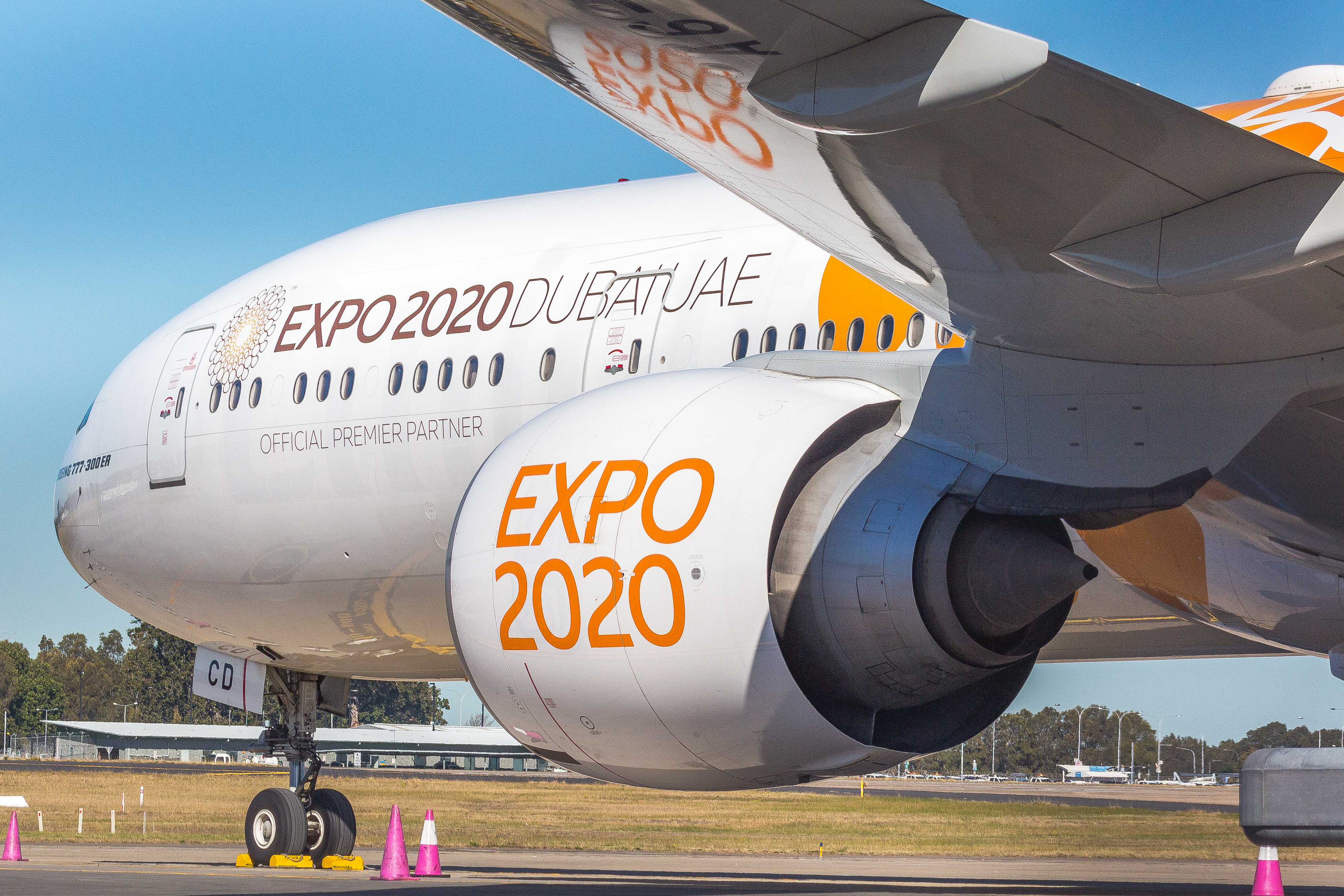
Một chiếc Boeing 777-300ER của Emirates (đã dán tên hội chợ Dubai Expo 2020) tại sân bay Sydney.

Vào những năm 1990, Emirates đã cho ra mắt bộ quảng cáo đầu tiên với khẩu hiệu So be good to yourself, Fly Emirates. Năm 1999, hãng đã tung ra một quảng cáo ra mắt máy bay A330-200 rất hiếm với các hình ảnh khác nhau cho thấy máy bay của nó có logo gốc và logo hiện tại (đã được tung ra vài tháng trước đó).
Quảng cáo đã xuất hiện trở lại vào năm 2002, mặc dù hãng hàng không sẽ không áp dụng khẩu hiệu Fly Emirates. Keep Discovering cho đến năm 2004. Năm 2008, Emirates đưa ra một khẩu hiệu chủ yếu xoay quanh mạng lưới tuyến bay gồm 100 điểm đến tại hơn 59 quốc gia trên sáu lục địa - Fly Emirates. Keep Discovering và Fly Emirates. To over Six Continents. Emirates hiện đang sử dụng khẩu hiệu Fly Better.
Emirates đã giới thiệu một thiết kế mới vào tháng 8 năm 2008 cho 16.000 nhân viên mặc đồng phục, được thiết kế bởi Simon Jersey. Đồng phục bên ngoài bao gồm mũ Emirates, nếp gấp màu đỏ trong váy, áo cánh vừa vặn hơn và sự trở lại của giày da và túi xách màu đỏ. Đối với đồng phục trên tàu, phi hành đoàn nam và nữ mặc áo ghi lê phục vụ thay cho áo khoác và áo choàng đã mặc trước đó. Các tiếp viên nam mặc một bộ đồ màu nâu sô cô la, nổi bật với pinstripes, với áo sơ mi màu kem và một caramel, honey và cà vạt đỏ. Cả nam và nữ đều mặc màu nâu sô cô la này, nhưng không có màu đỏ đặc trưng.
Kể từ khi thành lập năm 1985, mặc dù ở một mức độ hạn chế cho đến khi tất cả các máy bay được sơn lại, máy bay Emirates mang một phần cờ của Các Tiểu vương quốc Ả Rập Thống nhất trên vây đuôi, một bức thư pháp bằng tiếng Ả Rập trên động cơ và logo "Emirates" trên thân máy bay cả bằng tiếng Ả Rập và tiếng Anh. Bảng màu được sử dụng từ năm 1985 đã được thay đổi vào tháng 11 năm 1999 thành màu vẫn được sử dụng cho đến ngày nay. Sự thay đổi gồm việc phóng to và di chuyển logo tiếng Anh (tiếng Ả Rập nhỏ hơn) về phía trước của máy bay và một lá cờ khác trên đuôi.

## Tài trợ

### Cơ sở hạ tầng

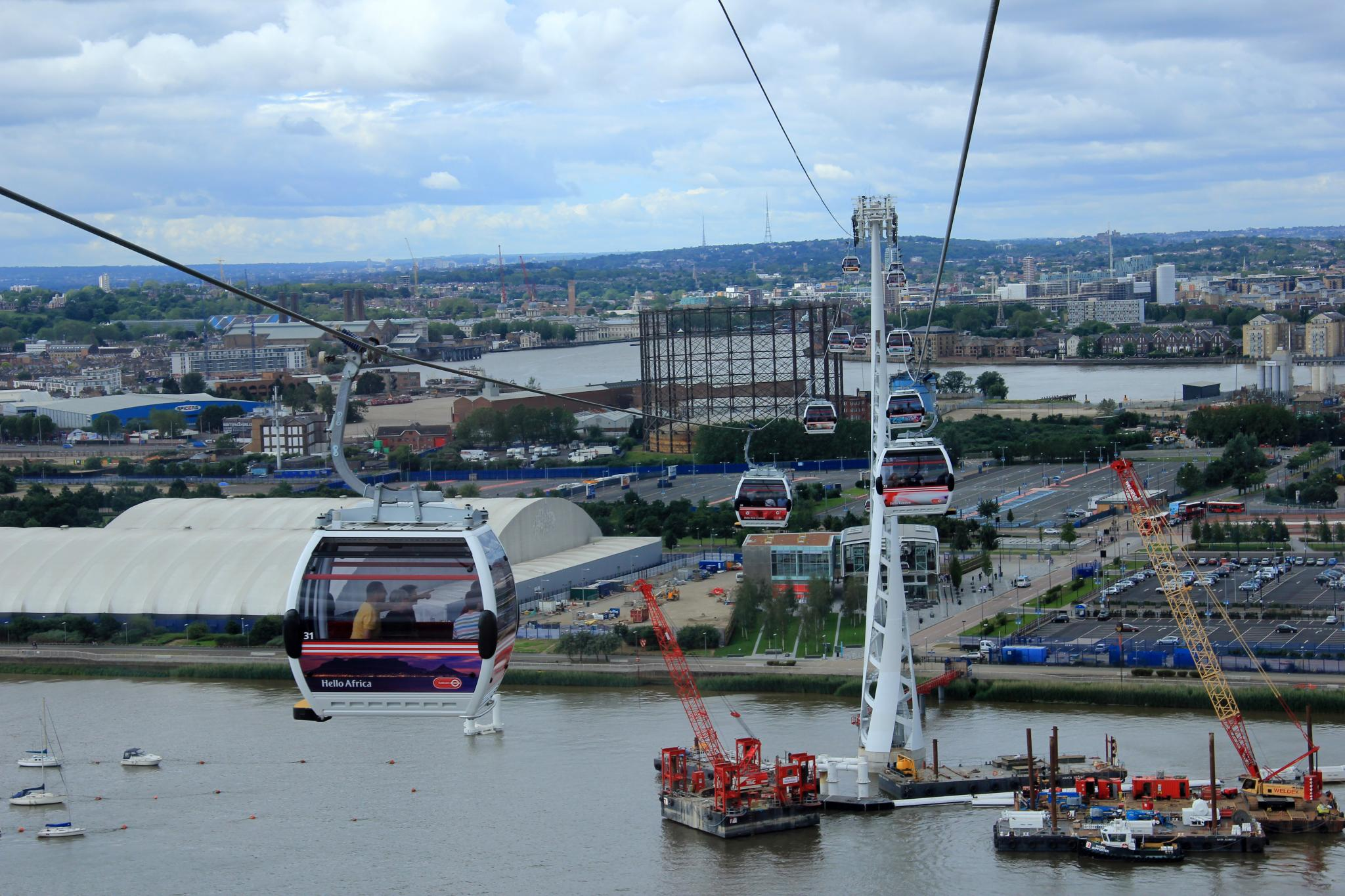
Cáp treo Emirates Air Line ở London.

Năm 2011, Emirates đã tài trợ cho tuyến cáp treo Emirates Air Line qua sông Thames ở Đông London.
Từ năm 2015, Emirates đã tài trợ cho Tháp Spinnaker tại Portsmouth trên bờ biển phía nam nước Anh. Hãng hàng không đã có kế hoạch sơn màu đỏ trị giá 3,5 triệu bảng, nhưng sau một số cuộc thảo luận với người dân Portsmouth và Southsea, Emirates đã đồng ý rằng tòa tháp sẽ có màu xanh và vàng, với chữ màu đỏ của nhà tài trợ Emirates, vì lý do thuần túy rằng Portsmouth F.C. (đội bóng đá địa phương) có màu xanh lam. Hiện tại nó được đặt tên là Tháp Emirates Spinnaker.

### Cricket
Emirates tài trợ Cricket Úc, Lord's Taverners, và Pro Arch Tournament. Thương hiệu của nó cũng có trên áo sơ mi cricket quốc tế. Emirates cũng đã trở thành đối tác chính thức của Hội đồng cricket quốc tế cho đến nay. Thỏa thuận này mang lại cho Emirates sự liên kết với tất cả các giải đấu ICC lớn, bao gồm Giải vô địch cricket thế giới 2011, 2015 và 2019, Giải vô địch ICC và ICC Men's T20 World Cup.
Emirates là nhà tài trợ áo đấu Twenty20 của Câu lạc bộ cricket Durham County và nắm giữ quyền đặt tên cho Riverside Ground, hiện được gọi là Sân cricket quốc tế Emirates Durham, cũng như quyền đặt tên cho Sân cricket Emirates Old Trafford và là nhà tài trợ áo đấu của Câu lạc bộ cricket Lancashire County. Emirates cũng là nhà tài trợ chính của các đội Kings XI Punjab (Mùa 2,3 và 4) và Deccan Chargers (Mùa 5) và Rajasthan Royals (Mùa 11) của Giải Ngoại hạng Ấn Độ, giải đấu cricket quốc nội lớn nhất thế giới.

### Bóng đá

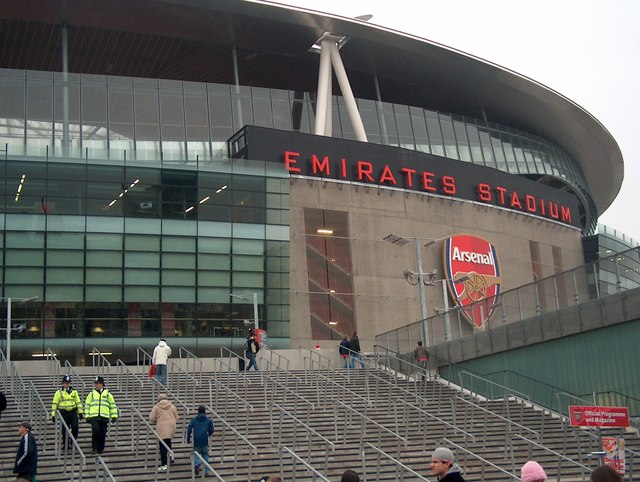
Sân vận động Emirates ở London, sân nhà của Arsenal.

Emirates đã từng là nhà tài trợ của FIFA và FIFA World Cup, nhưng đã ngừng tài trợ vào đầu năm 2015, do các cáo buộc tham nhũng và hối lộ trong FIFA, cũng như quyết định nghi ngờ của FIFA khi trao quyền đăng cai FIFA World Cup 2022 cho Qatar.
Kể từ mùa giải 2006-07, nó đã là nhà tài trợ áo chính của Arsenal, Hamburger SV và Paris Saint-Germain cũng như AC Milan kể từ mùa giải 2010-11, Real Madrid kể từ mùa giải 2013-14 và Benfica kể từ mùa giải 2015-16. Đây cũng là nhà tài trợ áo sơ mi của New York Cosmos. Emirates cũng là nhà tài trợ chính của FA Cup, Emirates Cup và Sân vận động Emirates của Arsenal. Đó là nhà tài trợ áo sơ mi chính của Chelsea từ tháng 8 năm 2001 đến tháng 5 năm 2005.
Vào tháng 8 năm 2009, Hiệp hội bóng đá thiếu niên Scotland tuyên bố rằng Emirates sẽ tài trợ cho cuộc thi Cúp Scotland của mình. Emirates là nhà tài trợ cho AFC, tại AFC Champions League và AFF Suzuki Cup.

### Bóng bầu dục
Kể từ năm 2014, Emirates đã là nhà tài trợ cho đội bóng bầu dục Super League, Warrington Wolves. Đây là một khoản tài trợ nhiều năm và chi phí đã được chào mời vào khoảng 5 triệu bảng.
Kể từ năm 2015, Emirates cũng là nhà tài trợ cho đội bóng bầu dục Super Rugby Nam Phi Lions cũng như có quyền đặt tên cho đội bóng và sân vận động bóng bầu dục Ellis Park. Đây cũng là nhà tài trợ chính của USA Rugby.
Emirates là nhà tài trợ cho hội đồng bóng bầu dục thế giới của các trọng tài quốc tế.

### Các môn thể thao khác
Môn đua ngựa, Emirates tài trợ cho Dubai International Racing Carnival. Nó đã tài trợ cho Lễ hội mùa thu và mùa xuân của Câu lạc bộ Turf Úc cho đến năm 2011 và Lễ hội Melbourne Cup từ năm 2003 đến 2017.
Emirates cũng là nhà tài trợ thường xuyên cho các cuộc thi thể thao cưỡi ngựa, đáng chú ý là tại các sự kiện ở Dubai với CSI5* Emirates Airline Dubai Grand Prix và với Longines Masters tại các trận CSI5* ở Hồng Kông, Paris và New York (trước đây được tổ chức tại Los Angeles).
Emirates là nhà tài trợ chính của Đội Emirates New Zealand, người chiến thắng Cúp Hoa Kỳ thứ 35 trong môn đua thuyền.
Emirates cũng là một nhà tài trợ của đội đua Công thức 1 của Anh, McLaren trong mùa giải 2006. Đây cũng là nhà tài trợ hàng không chính thức của Formula One kể từ mùa giải 2013. Emirates là nhà tài trợ chính tại Grand Prix Nhật Bản từ năm 2016.
Kể từ mùa giải 2012, Emirates đã tài trợ cho chuỗi sự kiện bên lề US Open Series, một mùa giải quần vợt mùa hè kéo dài sáu tuần dẫn đến US Open. Tài trợ của nó kéo dài đến năm 2019.
Emirates cũng tài trợ Câu lạc bộ bóng bầu dục Collingwood trong Liên đoàn bóng bầu dục Úc và FC Dallas trong Major League Soccer.
Kể từ mùa giải 2016, Emirates là hãng hàng không chính thức của Los Angeles Dodgers của MLB.
Kể từ năm 2017, Emirates là nhà tài trợ của Đội UAE Emirates - trước kia là đội Lampre-Mérida thuộc Giải đua xe đạp thế giới của UCI. Là World Tour, đội có được tự động tham gia Tour de France, Giro d'Italia & Vuelta a Espana cũng như tất cả các cuộc đua lớn.

### Phát ngôn viên
Từ năm 2015, Jennifer Aniston đã đóng vai chính trong hai quảng cáo cho công ty.

## Các điểm đến

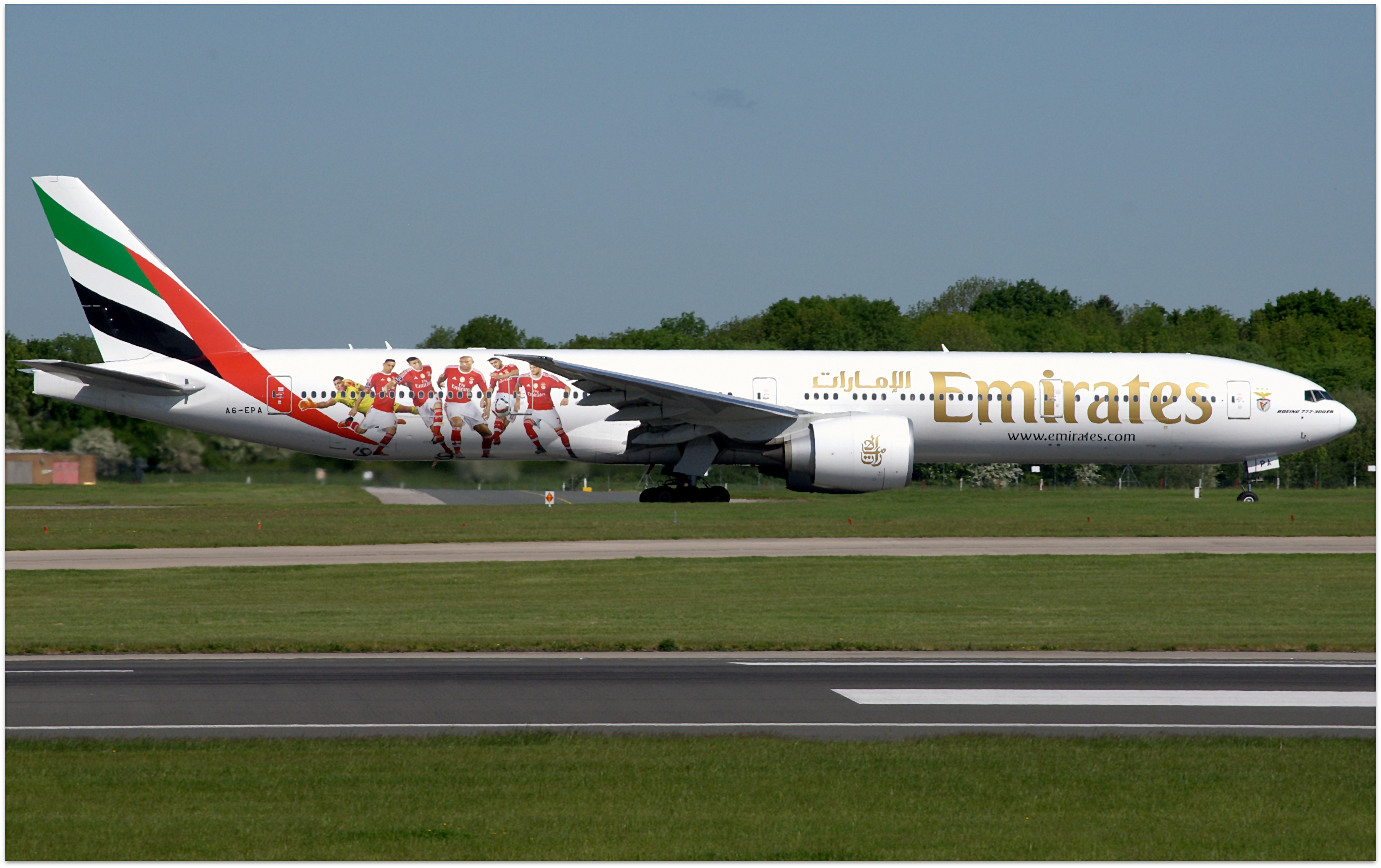
Một chiếc Boeing 777-300ER của Emirates tài trợ cho Clb S.L. Benfica

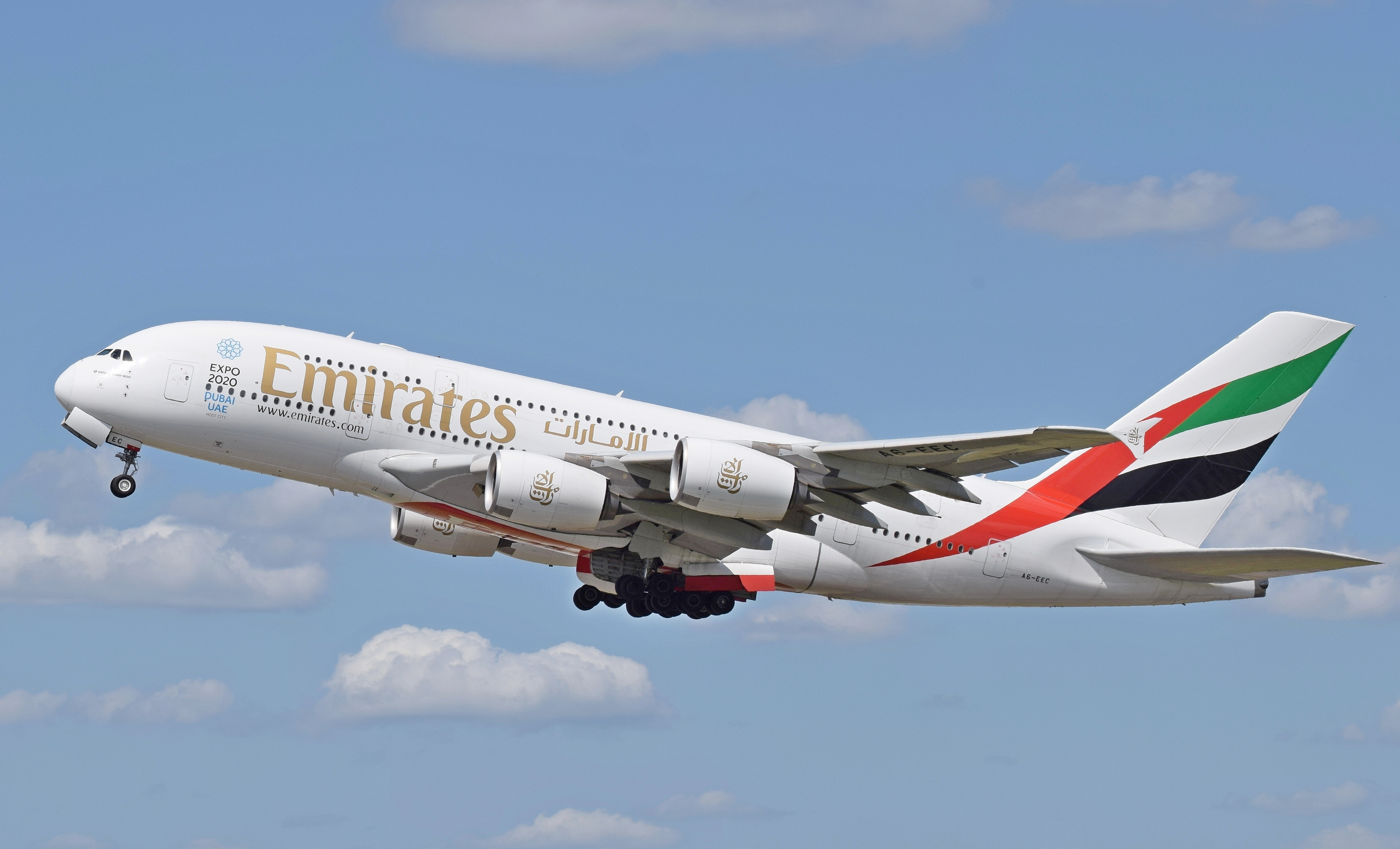
Một chiếc Airbus A380 của Emirates rời Sân bay Heathrow ở London (2015).

Vào tháng 5 năm 2015, Emirates đã khai thác hơn 3.000 chuyến bay mỗi tuần trên mạng lưới hơn 140 điểm đến tại hơn 70 quốc gia trên sáu lục địa từ trung tâm của hãng tại Dubai. Tính đến tháng 9 năm 2018, mạng lưới toàn cầu của Emirates đã kéo dài 161 điểm đến tại 85 quốc gia.

### Liên minh
Emirates không phải là thành viên của bất kỳ liên minh hàng không toàn cầu nào - Oneworld, SkyTeam hoặc Star Alliance. Năm 2000, hãng đã cân nhắc ngắn gọn về việc gia nhập Star Alliance, nhưng đã chọn duy trì độc lập. Lý do cho điều này sau đó đã được tiết lộ bởi phó chủ tịch cấp cao của các hoạt động thương mại của hãng hàng không trên toàn thế giới rằng, "Khả năng phản ứng của bạn trên thị trường bị cản trở bởi vì bạn cần có sự đồng thuận từ các đối tác liên minh".

### Thỏa thuận liên danh
Các tên mã Emirates với các hãng hàng không sau:
- Air Malta
- Air India
- Air Mauritius
- Alaska Airlines/Horizon Air
- Bangkok Airways
- China Southern Airlines[60]
- Copa Airlines
- Flybe
- flydubai[61]
- Japan Airlines
- JetBlue
- Interjet
- Jetstar Airways
- Jetstar Asia Airways
- Jetstar Pacific Airlines
- Korean Air
- LATAM Brasil
- Malaysia Airlines
- Qantas
- S7 Airlines[62]
- SNCF (Đường sắt)
- South African Airways
- SpiceJet [63][64]
- TAP Air Portugal
- Thai Airways
- Trenitalia (Đường sắt)[65]
- WestJet

## Bộ phận

### Emirates SkyCargo

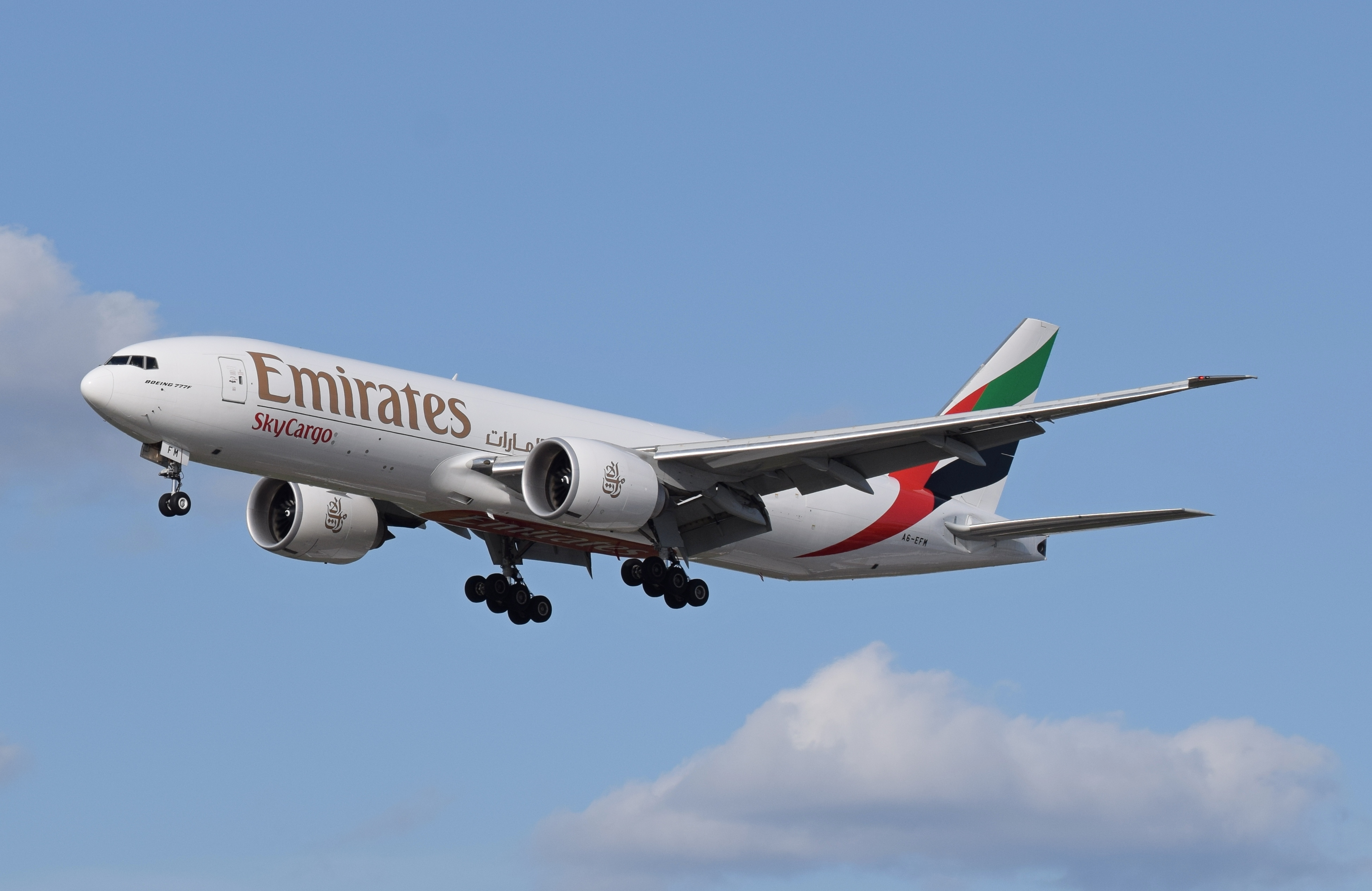
Một chiếc Emirates SkyCargo Boeing 777F đến Sân bay Heathrow.

Emirates SkyCargo là bộ phận vận tải hàng không của Emirates. Nó bắt đầu hoạt động vào tháng 10 năm 1985, cùng năm Emirates được thành lập và ra mắt dịch vụ máy bay riêng vào năm 2001 với một chiếc Boeing 747 Freighter. Nó phục vụ 10 điểm đến hàng hóa độc quyền, bên cạnh những điểm chung khác với mạng lưới hành khách của Emirates. Tính đến tháng 6 năm 2019, nó hoạt động 11 Boeing 777 Freighters.

### Emirates Executive
Emirates Executive đã được đưa ra vào năm 2013 cho điều lệ doanh nghiệp và tư nhân. Hãng vận hành một máy bay kinh doanh Airbus ACJ319, có sức chứa 19 người. Nó có sự kết hợp của các phòng riêng và chỗ ngồi, phòng khách, khu vực ăn uống và phòng tắm với vòi sen đầy đủ tiện nghi.

## Dịch vụ

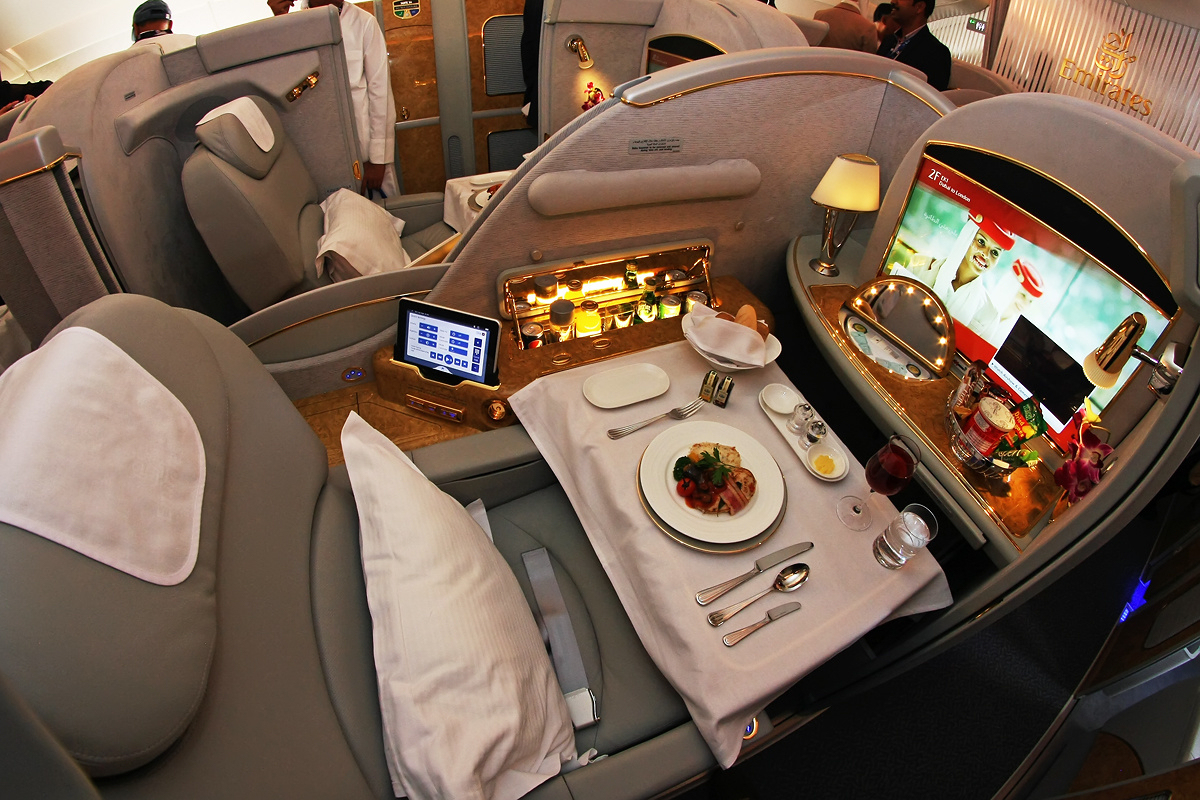
Ghế riêng Hạng Nhất trên Emirates A380.

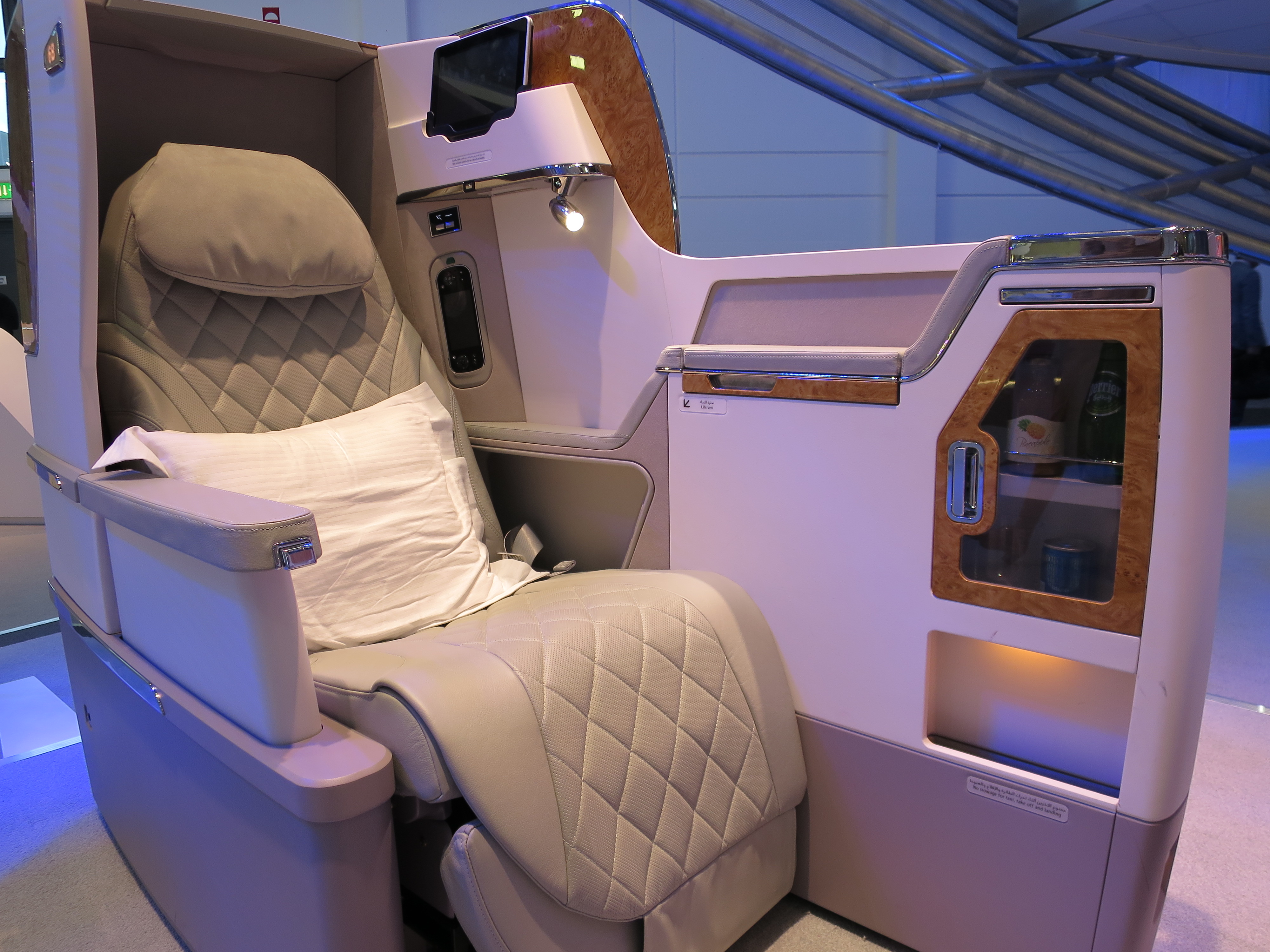
Ghế Hạng Thương gia của Emirates.

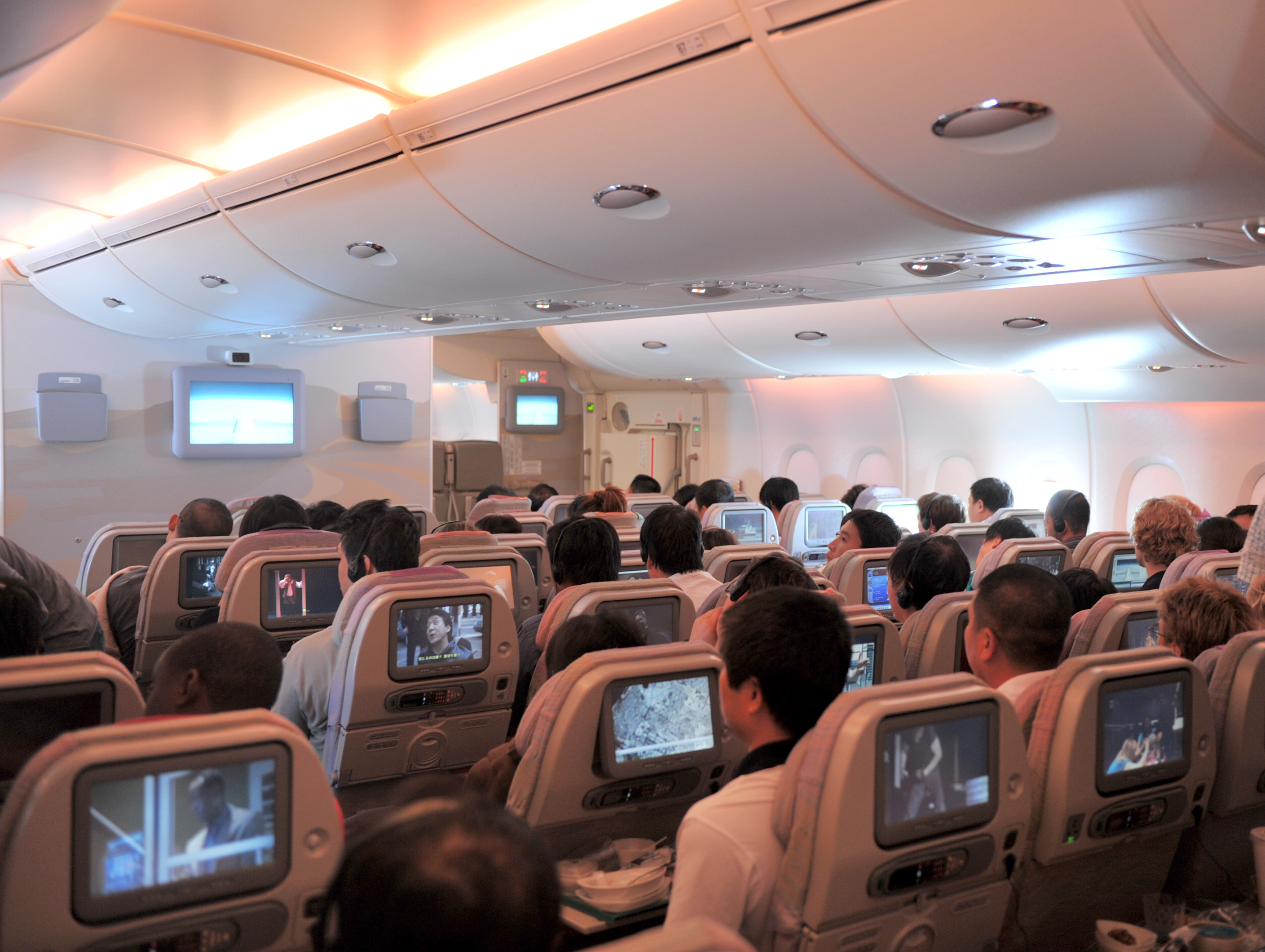
Cabin Hạng Phổ thông 9 tầng cũ của Emirates.

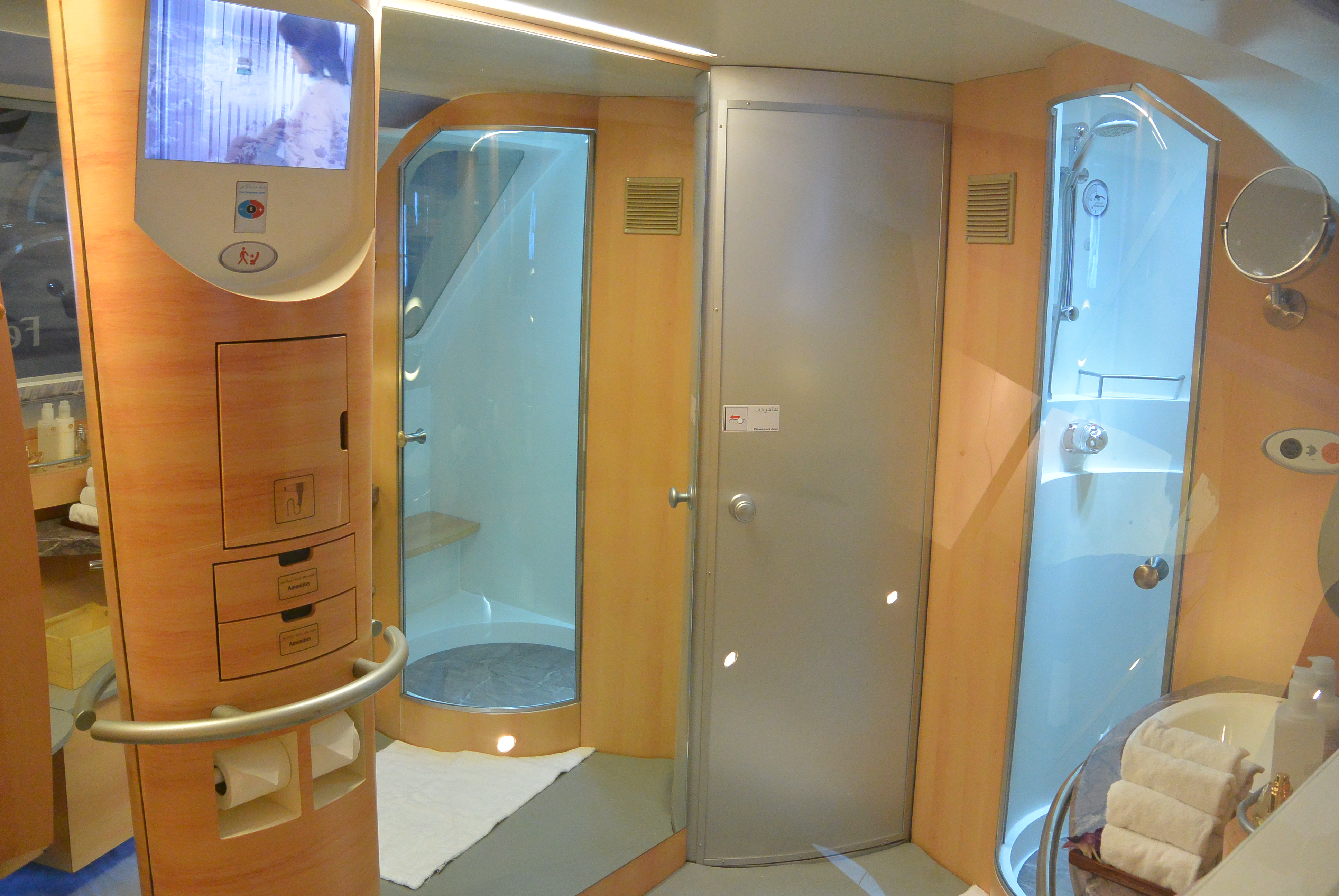
Phòng tắm kết hợp spa trên Emirates A380 dành cho hành khách Hạng Nhất.

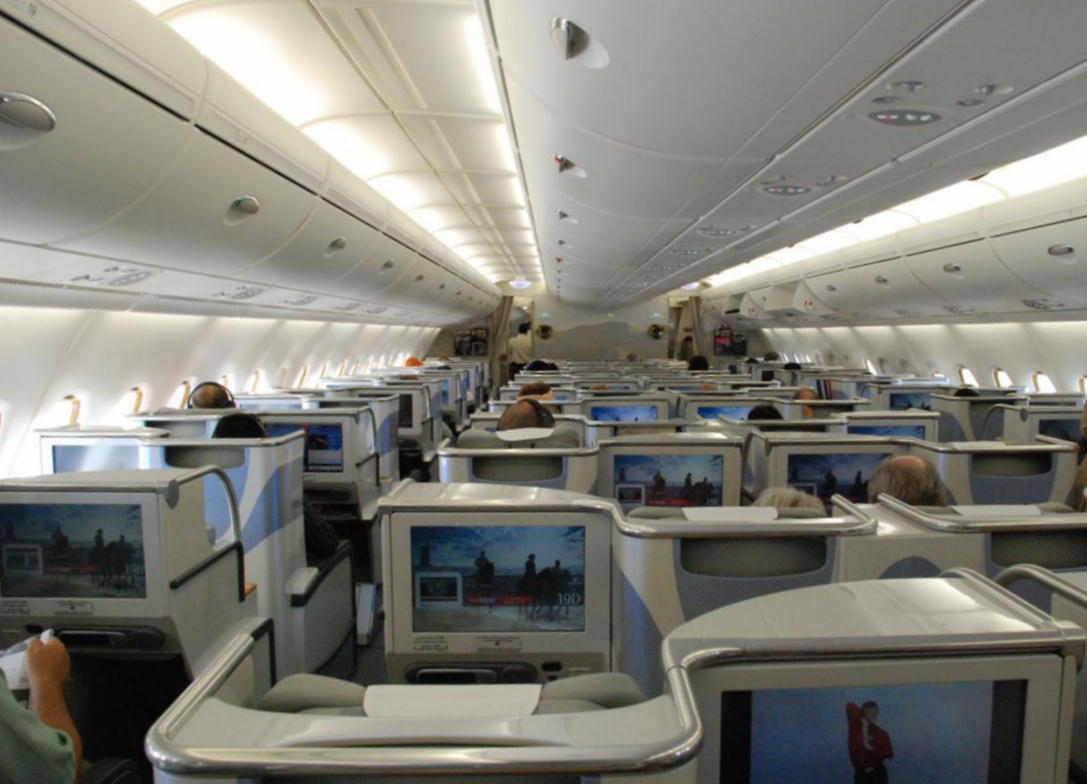
Cabin Hạng Thương gia cũ của Emirates.

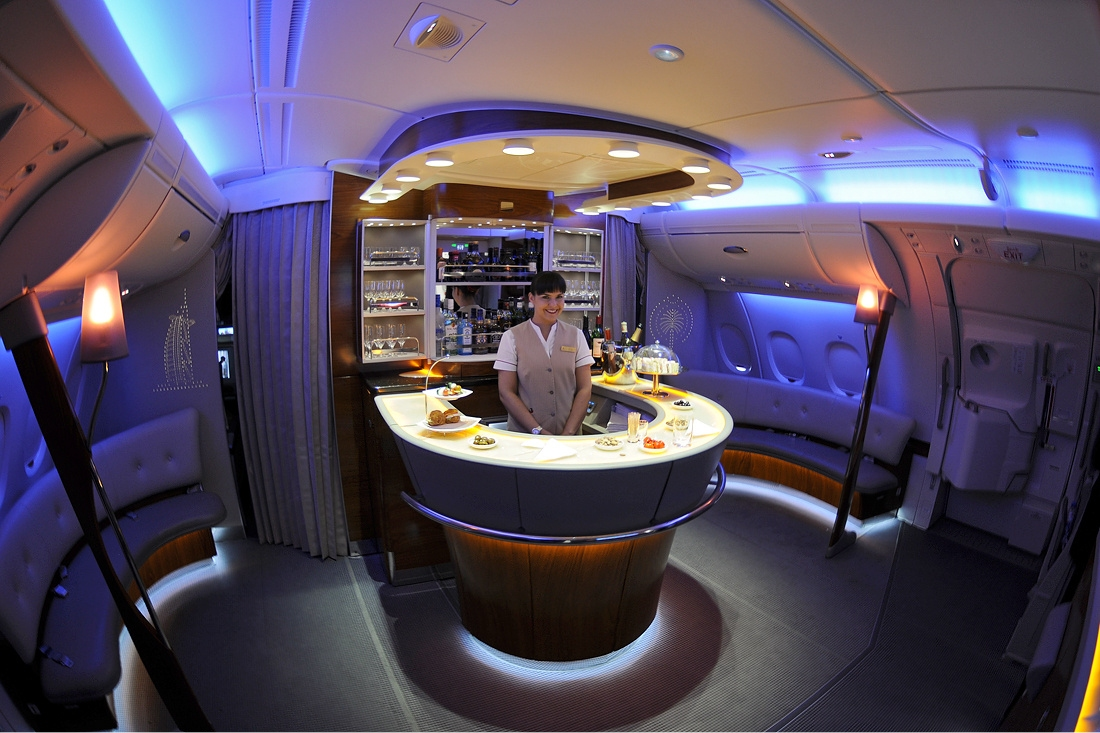
Quầy ăn trên máy bay loại A380 của Emirates.

### Cabin
Hạng Nhất
Có hai loại ghế hạng nhất; bộ ghế kín hoàn toàn có cửa từ sàn đến trần và bộ riêng tư có cửa đóng nhưng không lên đến trần. Cả hai đều có cửa đóng để đảm bảo sự riêng tư, một quầy bar nhỏ, giá treo áo và nơi để đồ. Họ cũng có hệ thống ICE trên màn hình LCD rộng 23 inch (58 cm) trong loại hạng nhất thường và rộng 32 inch (81 cm) trên loại hạng nhất cao cấp. Ghế chuyển đổi thành một chiếc giường phẳng hoàn toàn dài 2 mét (79 in). Các loại ghế này có sẵn trên máy bay Airbus A380-800 và máy bay Boeing 777-300ER 3 hạng. Loại phòng kín hoàn toàn có sẵn trên máy bay Boeing 777-300ER mới được giao.
Trên chiếc Airbus A380-800 mới được giao, khoang hạng nhất có các bộ đồ gỗ cao cấp, hai phòng tắm được trang bị vòi hoa sen và spa và khu vực quầy bar hạng nhất cùng phòng chờ. Chỗ ngồi hạng cao cấp được đặt trên toàn bộ tầng trên của máy bay A380-800.
Emirates đã giới thiệu một khoang hạng nhất mới cho đội máy bay Boeing 777-300ER của mình vào ngày 12 tháng 11 năm 2017 và chuyến bay đầu tiên đến Brussels và Geneva vào ngày 1 tháng 12 năm 2017. Cabin hạng nhất mới với 6 dãy phòng bố trí kiểu 1-1-1. Khu phòng giữa khu hạng nhất có các cửa sổ ảo trực tiếp từ bên ngoài máy bay theo thời gian thực. Cả hai dãy phòng giữa đều được trang bị 3 cửa sổ ảo là màn hình LCD độ phân giải cao, chuyển tiếp hình ảnh thời gian thực bằng camera HD ở hai bên của máy bay. Các tiện nghi bao gồm 2 minibar được đặt ở hai bên màn hình giải trí, máy tính bảng 13 inch với camera phía trước để liên lạc với nhân viên buồng lái và đặt dịch vụ phòng. Một bảng điều khiển để kiểm soát ánh sáng và nhiệt độ bên trong phòng. Emirates cũng đã giới thiệu một ghế mới hợp tác với Mercedes-Benz bọc da cao cấp cùng thiết kế không trọng lực. Các phòng được dự kiến sẽ giống như "một phòng ngủ riêng trên một du thuyền sang trọng".
Hạng Thương gia
Hạng Thương gia trên Boeing 777-200LR và Boeing 777-300ER có tính năng ghế với dài 1,5 mét (60 inch) và hành khách có thể ngả ghế sang giường phẳng dài 2 mét (79 inch). Các tiện nghi bao gồm chức năng massage, phân vùng riêng tư, tựa đầu chuyển động sáu chiều, hai đèn đọc sách cá nhân và đèn trên mỗi ghế, nguồn điện trên ghế, Cổng USB và ổ cắm RCA để kết nối máy tính xách tay, hơn 600 kênh giải trí trên ICE, được hiển thị trên màn hình TV 17 inch.
Trên máy bay Airbus A380-800, ghế ngồi ngả ra để tạo thành một chiếc giường phẳng hoàn toàn và được trang bị các mini-bar (tủ lạnh loại nhỏ) cá nhân. Do cách bố trí so le độc đáo, một nửa số ghế hạng thương gia trên Emirates A380 là ngắn hơn các ghế khác 23 cm (9 inch), chỉ dài 1,8 mét (70 inch). Hành khách hạng thương gia cũng có quyền sử dụng một quầy ăn uống ở phía sau máy bay.
Hạng Phổ thông đặc biệt
Mặc dù thực tế là hiện tại, không có máy bay nào trong đội bay của Emirates có Hạng Phổ thông đặc biệt trên máy bay, một chiếc sẽ được giới thiệu cùng với việc chuyển giao chiếc Boeing 777X đầu tiên của Emirates (khoảng năm 2020-21). Những chiếc ghế này cũng được trang bị trên những chiếc Airbus A380 của hãng hàng không vào khoảng năm 2020-21 và Boeing 777-300ER. Nhiều nguồn đưa ra giả thuyết rằng các ghế có thể là Cabin Eclipse của HAECO, trong khi những người khác suy đoán rằng chúng có thể là ghế "thông thường" hơn, nhưng vẫn chưa biết hãng sẽ sử dụng loại ghế nào.
Hạng Phổ thông
Hạng Phổ thông của Emirates cung cấp độ cách chỗ ngồi là từ 79 đến 81 cm (31–32 in) trên máy bay Airbus và 86 cm (34 in) trên máy bay Boeing và chiều rộng ghế tiêu chuẩn (trừ phi đội máy bay Boeing 777). Emirates có 10 ghế mỗi hàng trên đội bay Boeing 777 của mình. Ghế có tựa đầu có thể điều chỉnh, ICE In-Flight-Entertainment 3000 kênh và ổ cắm điện máy tính xách tay trên ghế trên máy bay mới hơn và các thiết bị sạc máy tính xách tay trong galley trên máy bay cũ. Có chỗ ngả bổ sung trên ghế hạng Phổ thông A380.

### Dịch vụ ăn uống

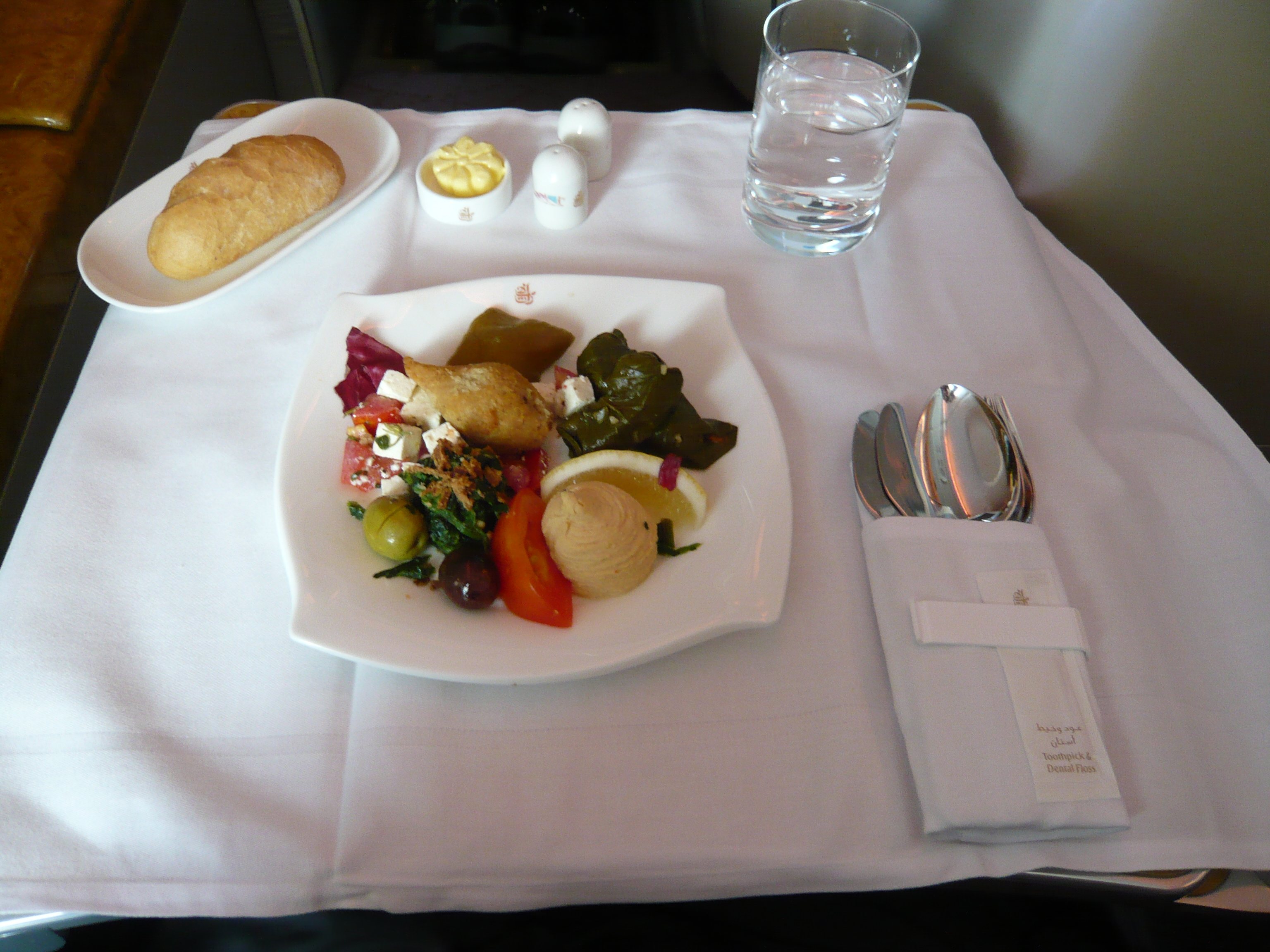
Một món khai vị thuộc Hạng Thương gia trên Emirates.

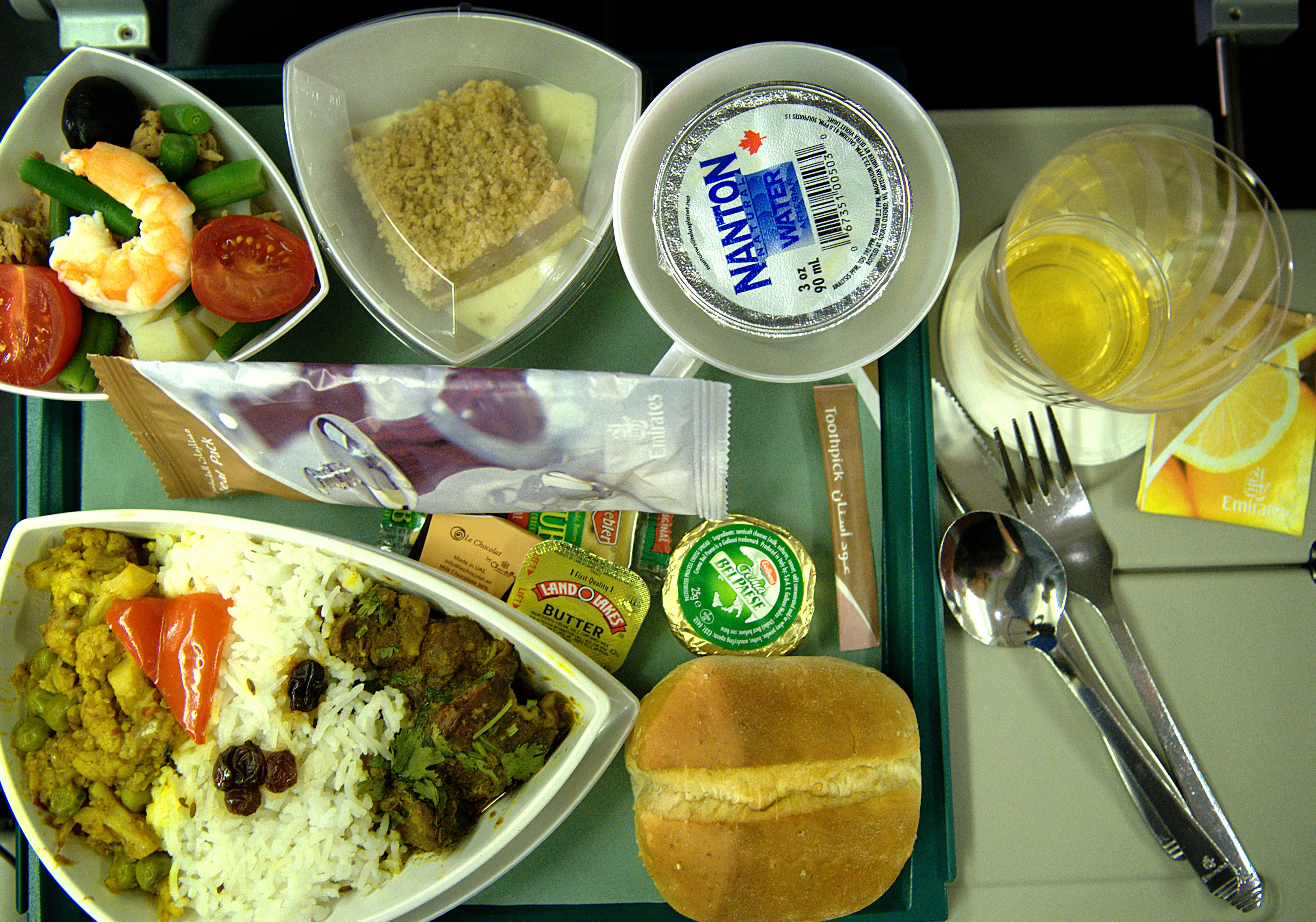
Một bữa ăn trên quầy thuộc Hạng Phổ thông.

Phục vụ trên các chuyến bay của Emirates từ Sân bay quốc tế Dubai được cung cấp bởi Emirates Flight Catering - một trong những cơ sở cung cấp dịch vụ hàng không lớn nhất thế giới. Emirates cũng cung cấp các lựa chọn bữa ăn đặc biệt, trong tất cả các hạng, dựa trên độ tuổi, hạn chế chế độ ăn uống, sở thích và tôn giáo. Các bữa ăn đặc biệt phải được đặt trước, ít nhất 24 giờ trước giờ khởi hành chuyến bay. Tất cả các bữa ăn được chuẩn bị theo hướng dẫn chế độ ăn uống Halal. Emirates gần đây đã ký một liên doanh 40 đô la với Tập đoàn Crop One Holdings có trụ sở tại Oakland, để xây dựng và duy trì cơ sở trồng thủy canh lớn nhất thế giới. Nó sẽ cung cấp sản lượng hàng ngày khoảng 3 tấn rau xanh mỗi ngày cho tất cả các chuyến bay, với một trang trại thẳng đứng trong nhà rộng gần 150.000 feet vuông.

### Hệ thống giải trí trên chuyến bay
Emirates trở thành một trong những nhóm hàng không đầu tiên trên thế giới giới thiệu hệ thống giải trí cá nhân trên máy bay thương mại vào năm 1992, ngay sau khi Virgin Atlantic giới thiệu một hệ thống tương tự trên khắp các khoang của máy bay vào năm 1991. Cả ba hạng đều có hệ thống Giải trí trên chuyến bay (IFE) cá nhân trên máy bay Emirates. Có hai loại hệ thống giải trí trên Emirates: ICE và ICE Digital Widescreen.
Năm 2012, Emirates đã giới thiệu màn hình IFE độ nét cao lớn hơn trong tất cả các hạng. IFE mới là lần đầu tiên có độ nét hoàn toàn cao và là màn hình lớn nhất được cung cấp bởi bất kỳ hãng hàng không nào. IFE mới sẽ chỉ được cài đặt trên đội máy bay Airbus A380 và các máy bay Boeing 777 mới được giao.

#### ICE

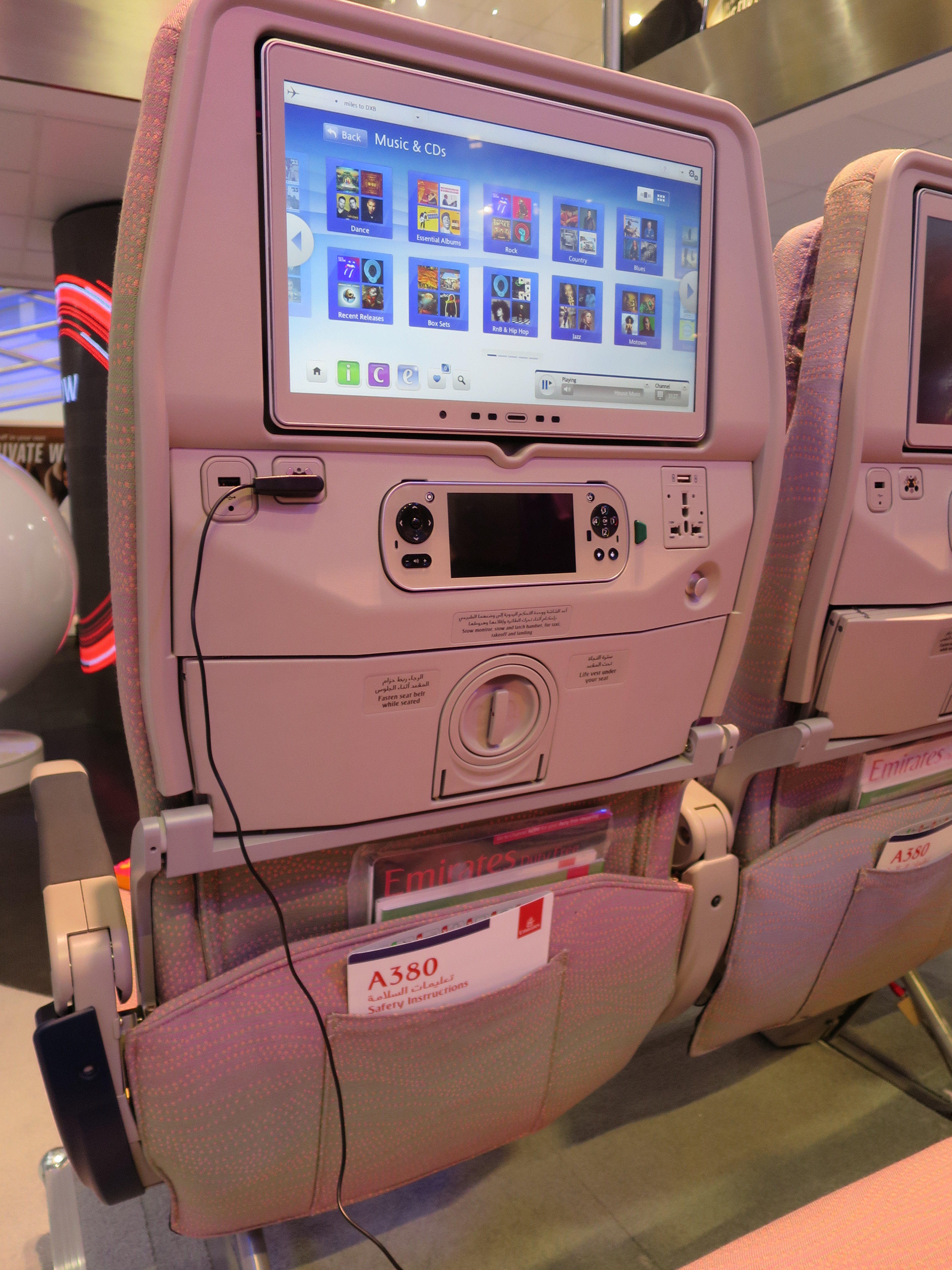
Một ghế hạng phổ thông Emirates được trang bị hệ thống giải trí trên máy bay ICE (Thông tin, Truyền thông, Giải trí).

ICE (Thông tin, Truyền thông, Giải trí) là hệ thống giải trí trên chuyến bay do Emirates vận hành.
Được giới thiệu vào năm 2003, ICE có sẵn trên tất cả các máy bay mới và hiện có 4.000 kênh (trên hầu hết các chuyến bay) cho tất cả hành khách. ICE được tìm thấy trên các máy bay Airbus A380-800, Boeing 777-200LR và Boeing 777-300ER của hãng hàng không.
Vào tháng 7 năm 2007, Emirates đã giới thiệu ICE Digital Widescreen, phiên bản cập nhật của ICE. Nó cung cấp hơn 1200 kênh giải trí được lựa chọn trước có sẵn cho tất cả hành khách. Màn hình kỹ thuật số ICE có sẵn trên tất cả các máy bay mới.
Năm 2015 Emirates đã nâng cấp hệ thống giải trí ICE - inflight lên hệ thống eX3 mới bao gồm các nâng cấp mới giúp cải thiện trải nghiệm của hành khách, như Handset với nhiều điều khiển hơn, màn hình lớn hơn, ổ cắm mới, khoảng 3.500 kênh phim, chương trình TV, âm nhạc và trò chơi, theo yêu cầu và bằng nhiều ngôn ngữ, các tính năng ICE mới, chẳng hạn như ứng dụng Voyager, âm thanh Bluetooth và phát lại video cá nhân. Nó được trang bị vào năm 2009 trở đi trên máy bay B777 và A380 cũng như được lắp đặt trên máy bay mới sẽ được giao cho hãng.
Thông tin
Hệ thống này dựa trên hệ thống 3000i từ Tập đoàn Panasonic Avionics. ICE cung cấp cho hành khách một liên kết dữ liệu trực tiếp đến BBC News. ICE là hệ thống IFE đầu tiên được kết nối trực tiếp với các cập nhật tin tức tự động. Điều này được bổ sung bởi phần mềm bản đồ di chuyển Airshow của ICE từ Rockwell Collins. Các camera bên ngoài đặt trên máy bay có thể được xem bởi bất kỳ hành khách nào, thông qua hệ thống IFE trong quá trình cất cánh, đang bay và hạ cánh. Emirates cũng là một trong những hãng hàng không đầu tiên giới thiệu dịch vụ Internet trên máy bay tốc độ cao cùng với Singapore Airlines, bằng cách cài đặt hệ thống vệ tinh Inmarsat và trở thành hãng hàng không thứ hai tại thế giới cung cấp chương trình phát sóng truyền hình quốc tế trực tiếp bằng cách sử dụng cùng một hệ thống.
Truyền thông
ICE có liên kết đến một máy chủ email trên máy bay cho phép hành khách truy cập, gửi hoặc nhận email với giá 1 đô la Mỹ mỗi tin nhắn. ICE cũng hỗ trợ dịch vụ trò chuyện tại chỗ. Vào tháng 11 năm 2006, hãng hàng không đã ký một thỏa thuận với công ty truyền thông di động AeroMobile để cho phép sử dụng điện thoại di động trên máy bay để gọi hoặc nhắn tin. Dịch vụ này được giới thiệu lần đầu tiên vào tháng 3 năm 2008.
Giải trí
Hệ thống ICE bao gồm phim, âm nhạc và video game. ICE cung cấp hơn 600 tiêu đề phim theo yêu cầu, hơn 2000 video theo yêu cầu và các kênh truyền hình đã phát hành trước, hơn 1000 giờ âm nhạc và hơn 100 tựa game video. ICE có thể được truy cập bằng hơn 40 ngôn ngữ bao gồm tiếng Anh, tiếng Pháp, tiếng Đức, tiếng Nga, tiếng Tây Ban Nha, tiếng Ả Rập, tiếng Hàn, tiếng Tamil, tiếng Thái, tiếng Ý và tiếng Nhật. Từ năm 2003, tất cả các tùy chọn giải trí đều có sẵn theo yêu cầu cho tất cả các hạng với các tùy chọn để tạm dừng, chuyển tiếp và tua lại chúng. Các lựa chọn giải trí không bao gồm các tùy chọn theo chủ đề LGBT.
Emirates bắt đầu cung cấp khả năng kết nối cho trình phát nhạc và video di động iPod của Apple Inc. vào giữa năm 2007. Điều này cho phép sạc pin thiết bị và tích hợp với hệ thống giải trí trên chuyến bay (IFE) của Emirates. Hệ thống IFE có thể phát nhạc, chương trình truyền hình hoặc phim được lưu trữ trên iPod và hoạt động như một hệ thống điều khiển.

### Dịch vụ mặt đất

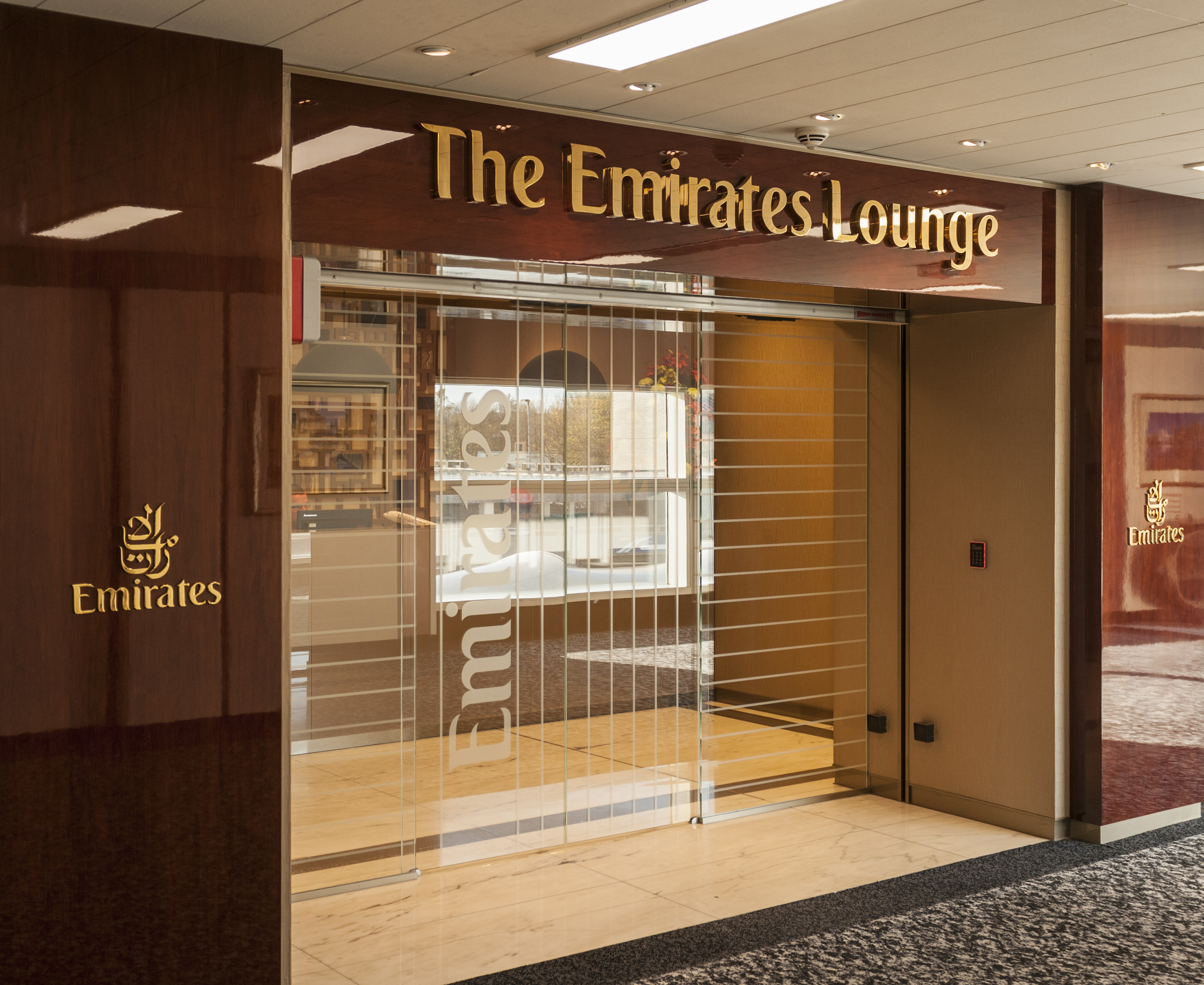
Phòng chờ Emirates tại sân bay Glasgow.

Hành khách có thể làm thủ tục từ 2 đến 24 giờ trước tại Sân bay quốc tế Dubai, cũng như tại một số ga nhất định của Tàu điện ngầm Dubai. Tất cả các chuyến bay của Emirates hiện được khai thác độc quyền từ Nhà ga số 3 tại Sân bay quốc tế Dubai

### Phòng chờ

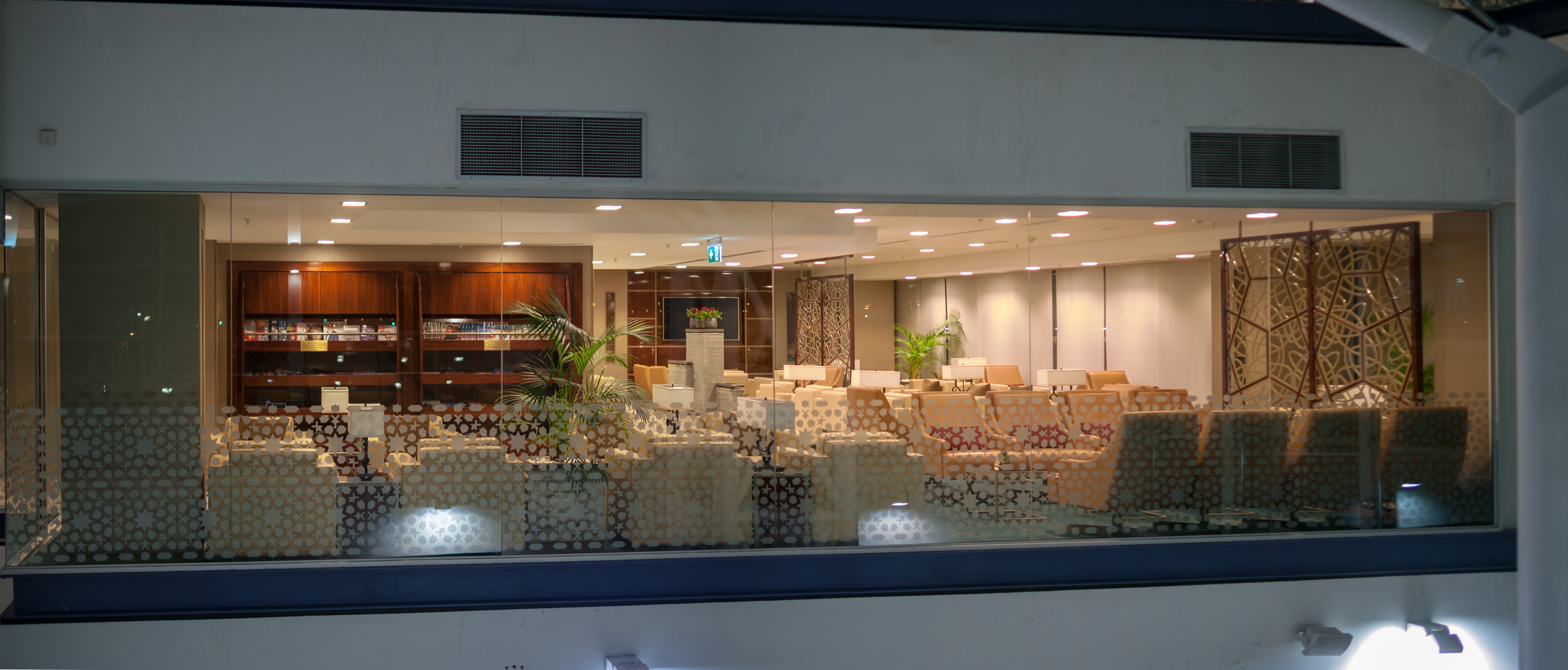
Phòng chờ Emirates ở sân bay Cape Town.

Hành khách Hạng Nhất và Hạng Thương gia và các thành viên Skywards Platinum và Gold có quyền nghỉ tại 33 phòng chờ sân bay của Emirates tại 32 thành phố. Thành viên Skywards Silver chỉ có thể sử dụng phòng chờ tại Sân bay Dubai. Tại các sân bay mà Emirates không vận hành phòng chờ, phòng chờ của bên thứ ba thường được cung cấp cho hành khách hạng nhất và hạng thương gia và các thành viên Skywards Platinum và Gold.

### Lái xe
Dịch vụ vận chuyển với tài xế miễn phí có sẵn cho hành khách Hạng Nhất và Hạng Thương gia tại hơn 75 thành phố.
Tại Dubai, Emirates sử dụng chiếc xe BMW 5 Series Touring mới dành cho hành khách Hạng Thương gia và chiếc Mercedes-Benz S-Class dành cho hành khách Hạng Nhất.
Ở các quốc gia khác, các loại phương tiện khác nhau tùy thuộc vào địa điểm và nhà cung cấp dịch vụ mà hãng hàng không đã ký hợp đồng.

## Đội tàu bay

### Đội bay vận chuyển khách

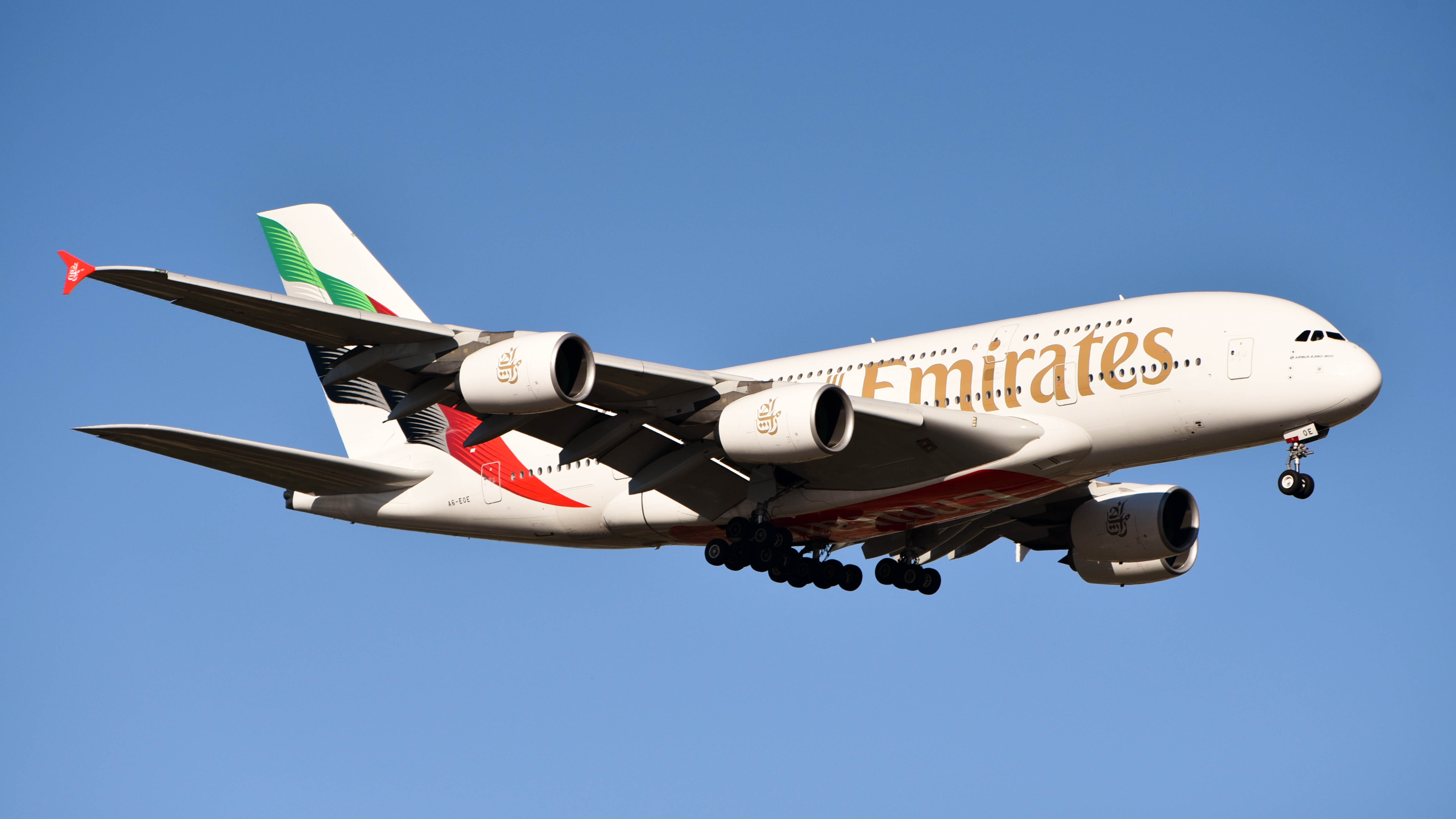
Airbus A380-800

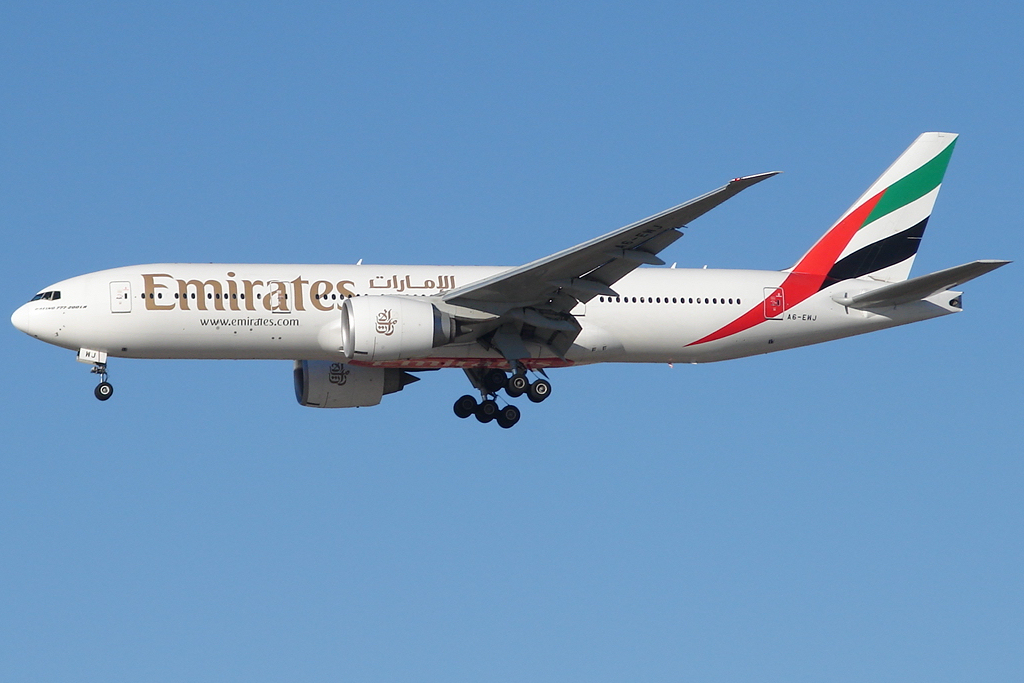
Boeing 777-200LR

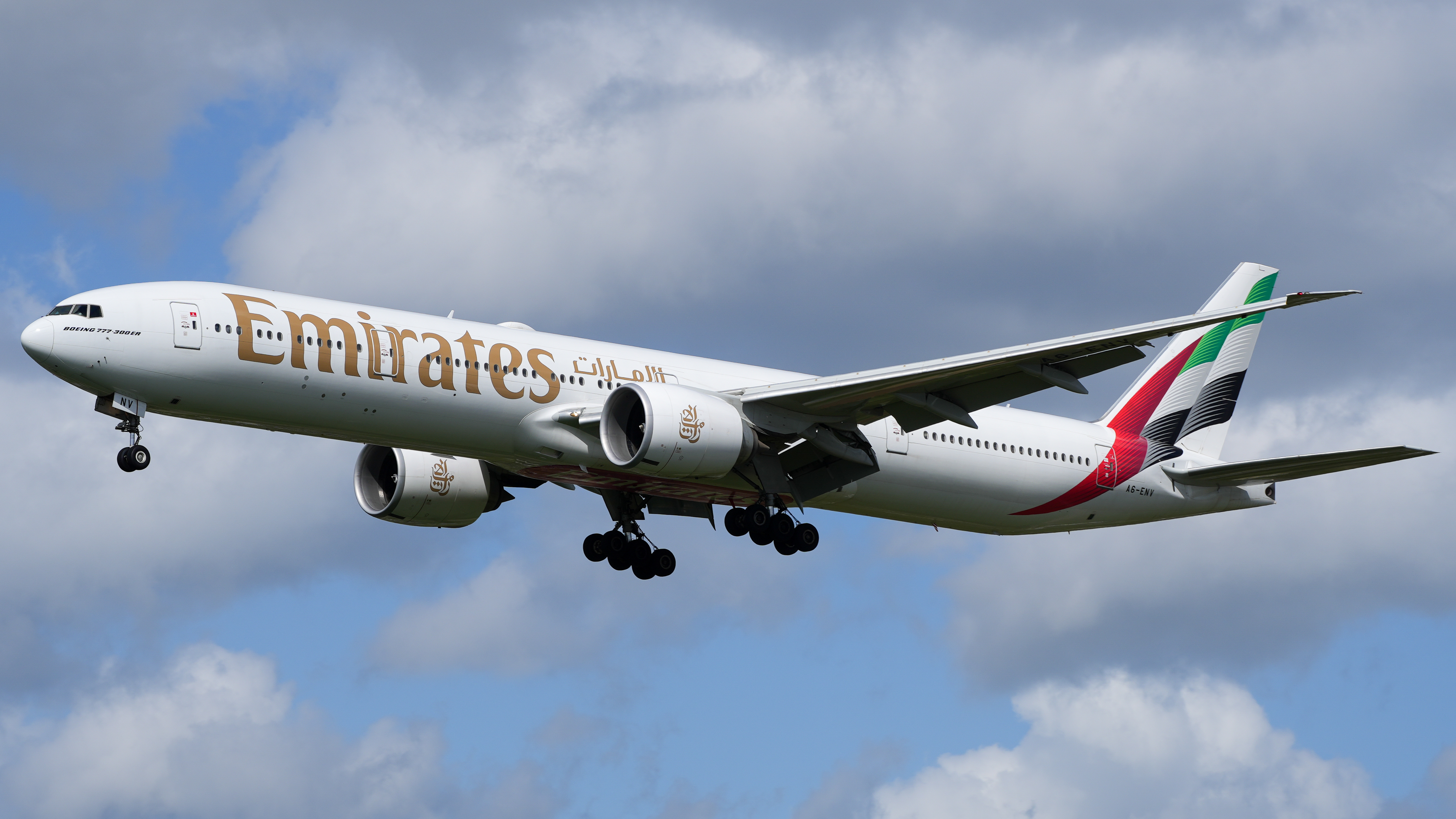
Boeing 777-300ER

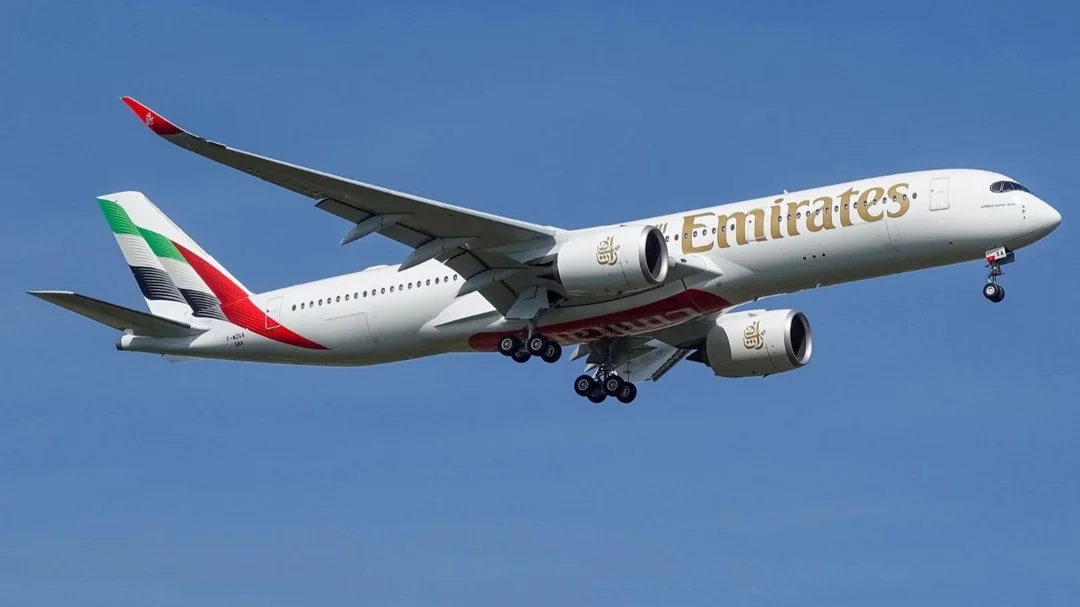
Airbus A350-900

Độ tuổi trung bình của đội bay tính đến tháng 8 năm 2025 là 11 năm.
Tính đến tháng 8 năm 2025:
| Máy bay          | Đang hoạt động | Đặt hàng | Hành khách | Hành khách | Hành khách | Hành khách | Hành khách | Ghi chú                |
| Máy bay          | Đang hoạt động | Đặt hàng | F          | J          | W          | Y          | Tổng       | Ghi chú                |
| ---------------- | -------------- | -------- | ---------- | ---------- | ---------- | ---------- | ---------- | ---------------------- |
| Airbus A350-900  | —              | 57       | —          | 32         | 28         | 238        | 298        |                        |
| Airbus A350-900  | 8              | 57       | —          | 32         | 21         | 259        | 312        |                        |
| Airbus A380-800  | 116            | —        | 14         | 76         | 56         | 322        | 468        |                        |
| Airbus A380-800  | 116            | —        | 14         | 76         | 56         | 338        | 484        |                        |
| Airbus A380-800  | 116            | —        | 14         | 76         | 56         | 341        | 487        |                        |
| Airbus A380-800  | 116            | —        | 14         | 76         | —          | 399        | 489        |                        |
| Airbus A380-800  | 116            | —        | 14         | 76         | —          | 401        | 491        |                        |
| Airbus A380-800  | 116            | —        | 14         | 76         | —          | 426        | 516        |                        |
| Airbus A380-800  | 116            | —        | 14         | 76         | —          | 427        | 517        |                        |
| Airbus A380-800  | 116            | —        | 14         | 76         | —          | 429        | 519        |                        |
| Airbus A380-800  | 116            | —        | —          | 58         | —          | 557        | 615        |                        |
| Boeing 777-200LR | 10             | —        | —          | 38         | —          | 264        | 302        |                        |
| Boeing 777-300ER | 120            | —        | 6          | 38         | 24         | 256        | 324        |                        |
| Boeing 777-300ER | 120            | —        | 8          | 40         | 24         | 256        | 328        |                        |
| Boeing 777-300ER | 120            | —        | 8          | 40         | 24         | 260        | 332        |                        |
| Boeing 777-300ER | 120            | —        | 8          | 42         | —          | 304        | 354        |                        |
| Boeing 777-300ER | 120            | —        | 8          | 42         | —          | 310        | 360        |                        |
| Boeing 777-300ER | 120            | —        | —          | 35         | —          | 386        | 421        |                        |
| Boeing 777-8     | —              | 35       | TBA        | TBA        | TBA        | TBA        | TBA        | Giao hàng từ năm 2030. |
| Boeing 777-9     | —              | 170      | TBA        | TBA        | TBA        | TBA        | TBA        | Giao hàng từ năm 2027. |
| Boeing 787-8     | —              | 20       | TBA        | TBA        | TBA        | TBA        | TBA        | Giao hàng từ năm 2025. |
| Boeing 787-10    | —              | 15       | TBA        | TBA        | TBA        | TBA        | TBA        | Giao hàng từ năm 2025. |
| Tổng cộng        | 254            | 297      |            |            |            |            |            |                        |

### Đội bay vận chuyển hàng hóa

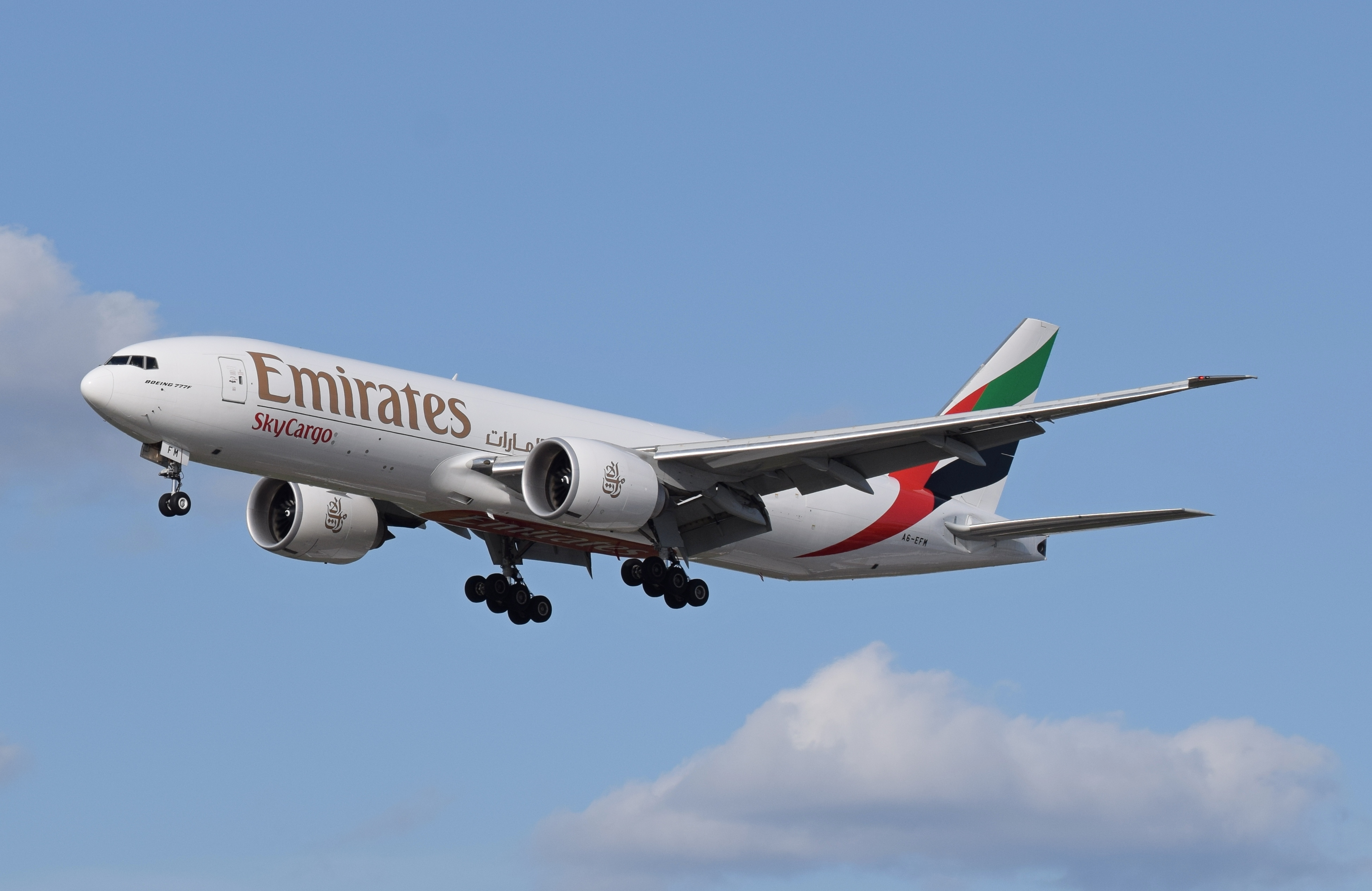
Emirates SkyCargo Boeing 777F

Tính đến tháng 8 năm 2025:
| Máy bay             | Đang hoạt động | Đặt hàng | Ghi chú                                     |
| ------------------- | -------------- | -------- | ------------------------------------------- |
| Boeing 777F         | 11             | 11       | 5 chiếc thuê từ Dubai Aerospace Enterprise. |
| Boeing 777-300ER/SF | —              | 10       |                                             |
| Tổng cộng           | 11             | 21       |                                             |

## Đối tác
Emirates có các đối tác sau đây theo mức độ khác nhau :
- Korean Air
- Raffles International/Swissotel
- InterContinental
- Zam Gems, Sri Lanka
- SriLankan Airlines
- Standard Chartered Bank (co-branded credit card with SriLankan)
- Radisson Hotels/Rezidor Hotels & Resorts
- Dubai Autodrome
- Marriott Vacation Club International
- Taj Hotels & Resorts
- Hàng không Ấn Độ